# Stationsgebouw Delft
Het Stationsgebouw van Delft is de voormalige entree en wachtruimte van station Delft. Het gebouw werd in 1885 opgeleverd in zijn oorspronkelijke functie, maar verloor deze in 2015 toen er een nieuw stationsgebouw werd opgeleverd in het kader van het spoorzoneproject "Nieuw Delft". Het gebouw uit 1885 kreeg vanaf dat moment een horecabestemming. Op 21 mei 2002 werd het gebouw gemarkeerd als rijksmonument.

## Geschiedenis
Bij de verlenging van het spoorwegtraject Amsterdam-Haarlem richting Rotterdam bouwde de Hollandsche IJzeren Spoorweg Maatschappij in 1846-1847 een eerste station aan de Delftse Houttuinen. De eerste trein passeerde Station Delft op 31 mei 1847. Het bijbehorende stationsgebouw, dat op 3 juni 1847 zijn deuren opende, had een gunstige ligging ten opzichte van de  historische binnenstad. Het aantal passagiers en goederen nam binnen enkele jaren sterk toe, en het kleine station kon dat al snel niet meer aan. Het gebouwtje was klein, had geen aparte wachtkamers voor de eerste en tweede klasse, was vervallen en in de winter slecht geïsoleerd.

(...) menigeen gaf wezenlijk de voorkeur aan 't gebruik van den tram voor een tochtje naar Den Haag, alleen maar om de ongeriefelijkheden van het station alhier te ontloopen. - Rotterdamsch Nieuwsblad, 1885

Om de problemen met het oude station op te lossen, werd er in 1880 door de Hollandse IJzeren Spoorweg Maatschappij (H.IJ.S.M) besloten tot de bouw van een nieuw station, dat ruimer zou worden van opzet, met onder meer grotere wachtlokalen en opslagplaatsen. De architect Christiaan Posthumus Meyjes sr., die in dienst was van de H.IJ.S.M., ontwierp het gebouw in de Neo-Hollandse Renaissancestijl. In november 1882 werd een ontwerpovereenkomst ingediend bij de Delftse gemeenteraad. De beoogde locatie was een voormalig exercitieterrein dat zich zo'n 400 meter ten zuiden van het oude station bevond. Als onderdeel van het bouwproject zou tevens het bestaande spoor verlegd worden, kwam er een rangeerterrein, en zou er een tunnel worden aangelegd waarmee voetgangers naar het tweede perron konden lopen zonder de spoorweg te hoeven oversteken. De bouw aan het spoorwegnetwerk startte in 1882, onder toezicht van civiel ingenieur Israëls. De bouw van het stationsgebouw werd in januari 1884 aanbesteed aan de Haagse aannemer M.A.J. Taverne, onder bouwkundig toezicht van de heer De Jong.
Op zaterdag 15 augustus 1885 werd het gebouw zonder enige plechtigheid in gebruik genomen. Bij de oplevering maakte het volgens de Delftsche Courant "een hoogst aangenamen indruk". Waar men wel over klaagde, was dat er geen brug lag over de Singelgracht, en men daarom een eind moest omlopen om het nieuwe stationsgebouw vanuit de binnenstad te bereiken. De Westlandsche Courant voorzag daarnaast problemen bij sneeuw en ijzel, omdat reizigers trappen op en af moesten om op het tweede perron te komen.
Het formele adres van het nieuwe complex werd Van Leeuwenhoeksingel 41. Het plein vóór het nieuwe station werd na verloop van tijd "Stationsplein" genoemd, al zou deze naam pas vanaf 1992 officieel in de boeken verschijnen. Rond 1998 werd besloten om dit stationsplein een nieuw aanzicht te geven, dat zou aansluiten bij het nieuwe motto "Delft Kennisstad". De bushaltes kregen een logischer indeling, een fietsenkuil werd geplaatst met nieuwe fietsenrekken, en een digitale zuil met vertrektijden van de bussen werd geplaatst. Tot restauratie van het stationsgebouw zelf werd enige jaren later besloten. De bovenverdieping van het stationsgebouw stond aan het eind van de 20ste eeuw langere tijd leeg, en was begin 21e eeuw enkele jaren in gebruik als studentenwoning.
In 2015 verloor het stationsgebouw haar functie, naar aanleiding van het spoorzoneproject "NieuwDelft". NS Vastgoed verkocht hierop het gebouw per tenderprocedure aan een horecaondernemer, die het gebouw geheel liet restaureren. De hoofdentree en de wachtruimtes op de begane grond werden omgebouwd naar horecagelegenheid. In de voormalige dienstwoningen op de verdiepingen werden kantoren ontwikkeld. Na de verbouwing had het monument een energielabel A. 

## Architectuur en inrichting
Door de tijd heen is het stationsgebouw uitwendig grotendeels en inwendig voor een deel in de oorspronkelijke staat bewaard gebleven.
De voorkant van het hoofdgebouw is gericht op de historische binnenstad. Het gebouw is langgerekt en asymmetrisch. Het hoofdgedeelte in het midden bestaat uit twee lagen, waarvan de onderste laag de hoofdingang is. De laag erboven was oorspronkelijk de ambtswoning van de stationschef. Bij oplevering bereikte men vanuit de hoofdingang de entreehal, die met vier Delftsblauwe tegeltableaus versierd was, afkomstig van De Porceleyne Fles, met tekeningen van Adolf le Comte. De voorstellingen op de tegels toonden de twee drijvende krachten achter het toenmalig spoorwegverkeer, te weten de stoomkracht en de elektriciteit, en daarnaast een hoorn des overvloeds en de stedemaagd van Delft. In de entreehal zaten de beambten achter een loket, waar men plaatsbewijzen kon kopen. Ook zat er een telegrafist. Links van de ingang bevonden zich de goederenbureaus, en rechts de wachtkamers, met afzonderlijke ruimten voor de eerste, tweede en derde klasse. Het station telde twee sporen, waarvan het eerste via het hoofdgebouw te bereiken was. Een noviteit was een tunnel, bekleed met met tegels van Villeroy & Boch, via waar men het tweede spoor kon bereiken.
De bakstenen gevel van het gebouw is aan de voorkant versierd met zandsteen. Zo zijn er de afwisselend rood en geel gekleurde laagjes bakstenen (speklagen) te zien en zijn er in zandsteen ook verschillende details en accenten aangebracht. Het dak bestaat deels uit leistenen, die in maasdekking gelegd zijn. Op een deel van de hoeken van het dak staan rechtop nog de oorspronkelijke pironnen. Verder zijn er verschillende bouwkundige vormen en technieken in het gebouw toegepast, zoals bifora's, obelisken, voluten, klauwstukken en ontlastingsbogen met sluitsteen.
In 1959 werd de binnenkant van het station grondig verbouwd. De vier tegeltableaus in de stationshal werden als te ouderwets bestempeld, en zodoende verwijderd. Ene Rienstra besloot de tableaus te adopteren en ze in zijn eigen woonhuis in te metselen. Bij de verkoop van zijn huis in 1995 liet hij de tableaus verwijderen en schonk hij ze aan het Nederlands Tegelmuseum in Otterloo.

## Park Spoorloos

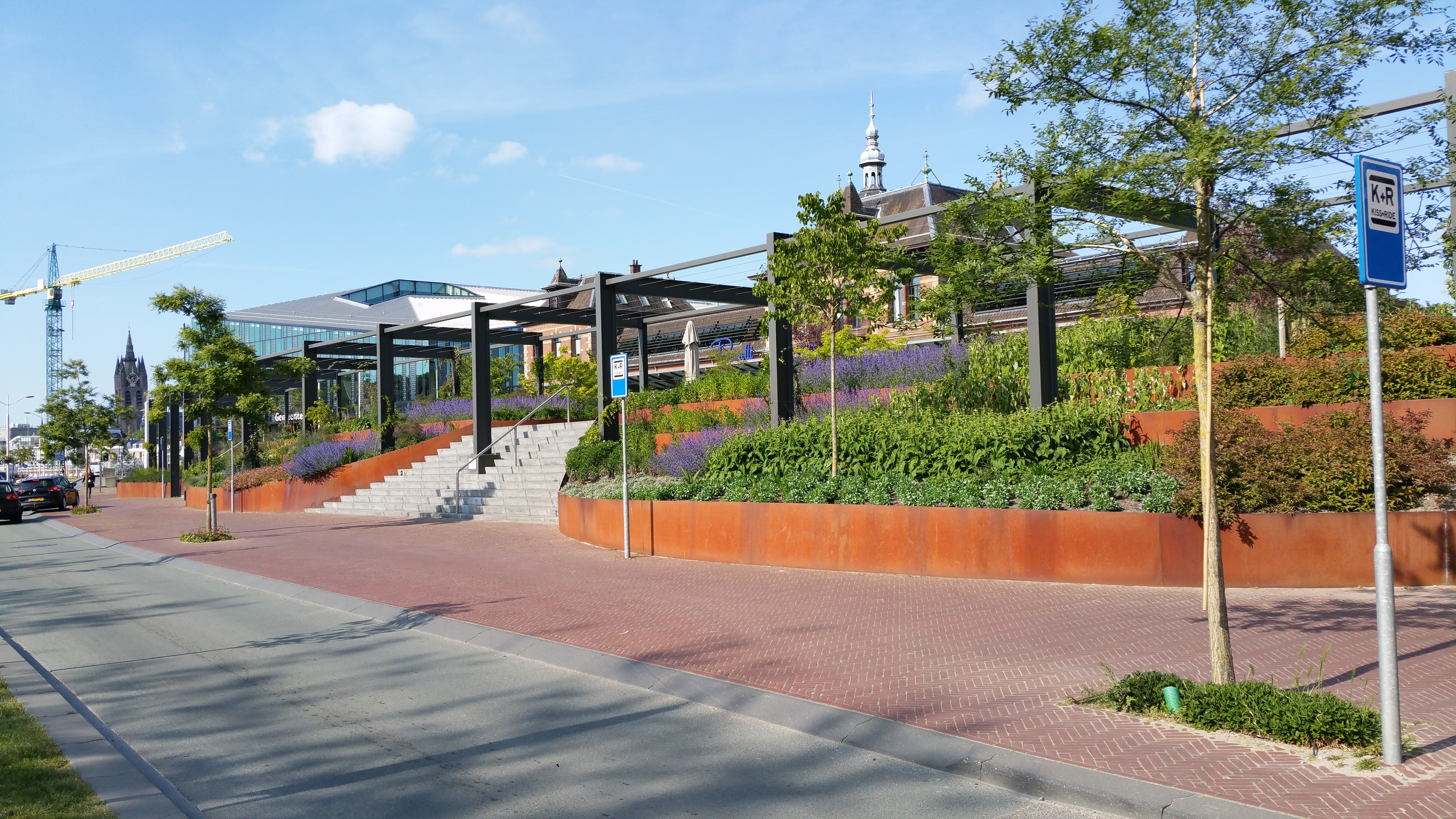
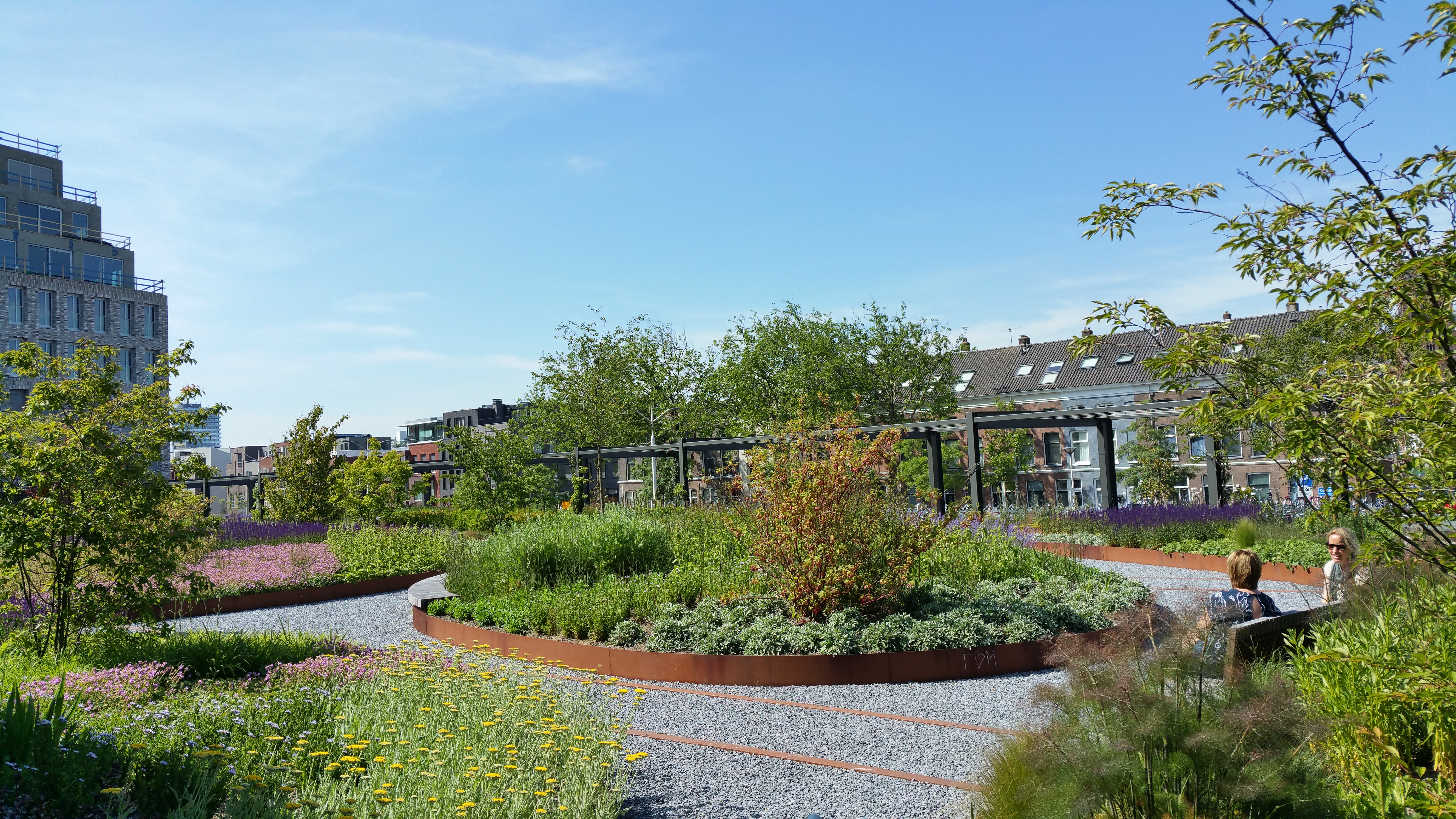
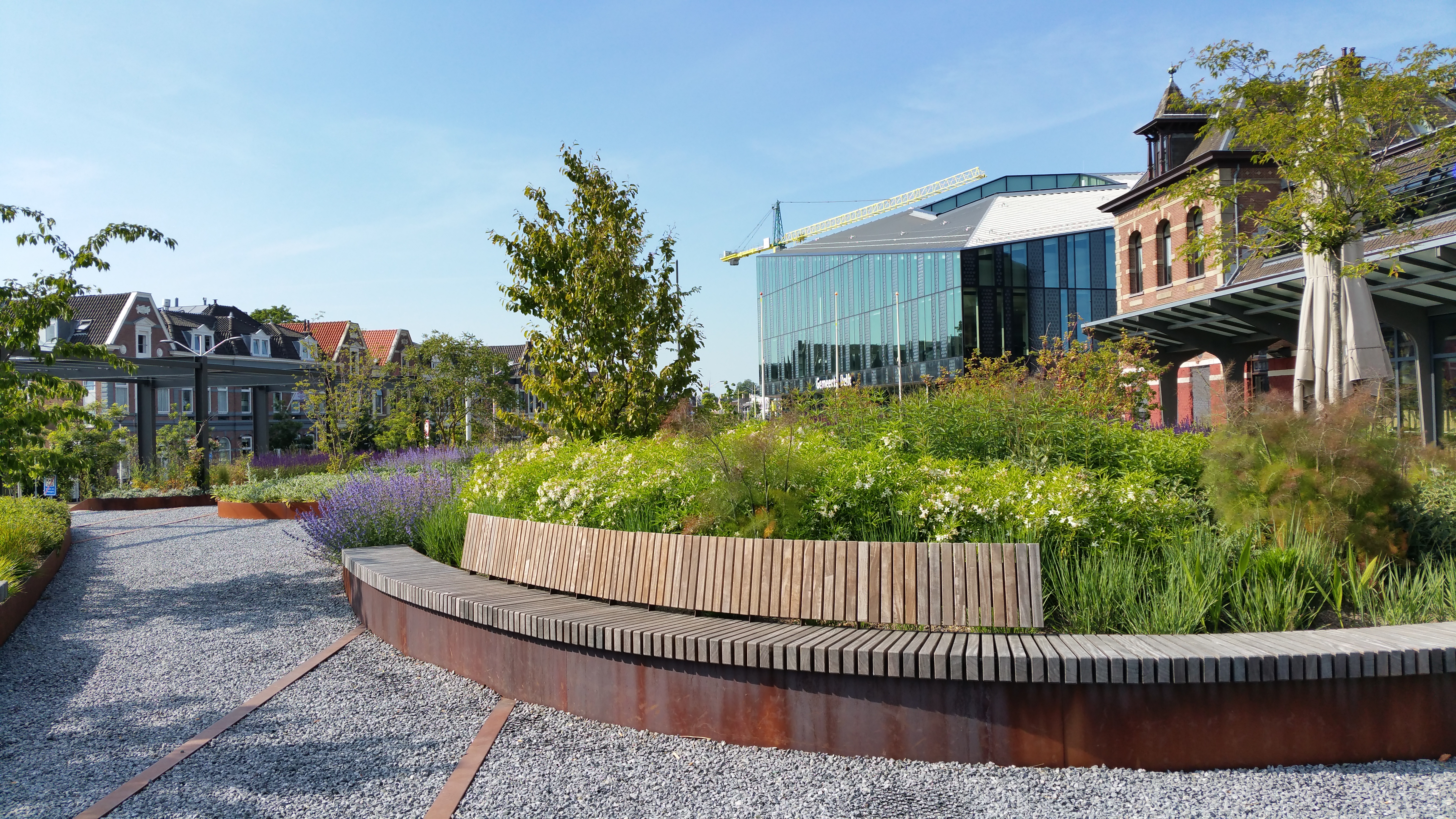
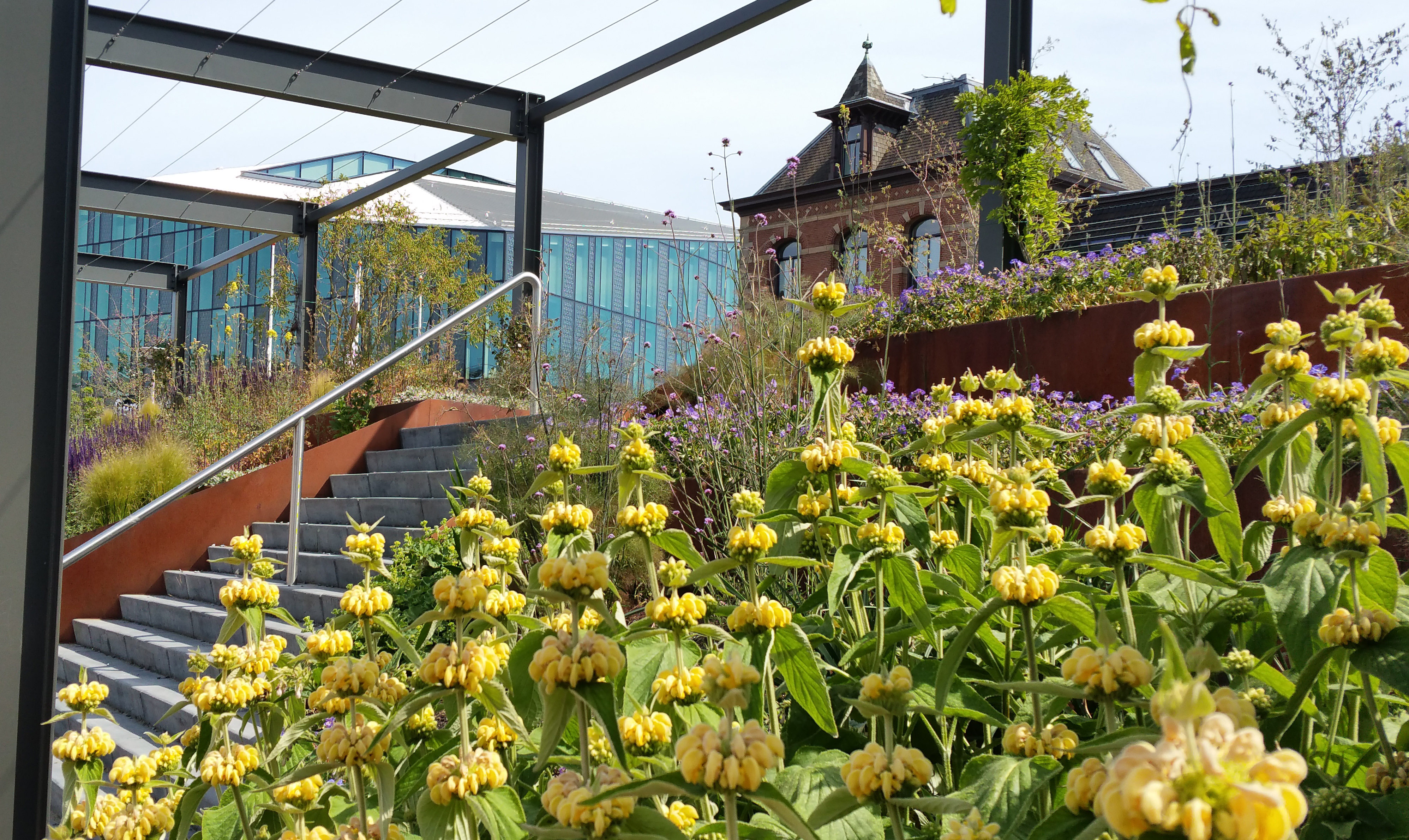

Op de plek van de vroegere perrons en sporen achter het station werd na 2015 Park Spoorloos aangelegd. Het openbaar toegankelijke park(je) sluit aan op de achteringang van het voormalige stationsgebouw, en heeft een opgang vanaf de Coenderstraat. Enkele details verwijzen naar het vroegere bovengrondse spoor. Zo worden de paden in het park op vier plekken doorsneden door twee metalen balken. Deze representeren de vroegere ligging van spoor 1, 2, 3 en 4. Het grind doet denken aan split onder de treinrails, de pergola boven de trapopgang aan de bovenleiding, en het terras van het restaurant is overkapt met de vroegere perronkap over spoor 1. Onder het park ligt een waterbuffer van 350.000 liter waarin regenwater kan worden opgeslagen.

## Foto's

### Vooraanzicht

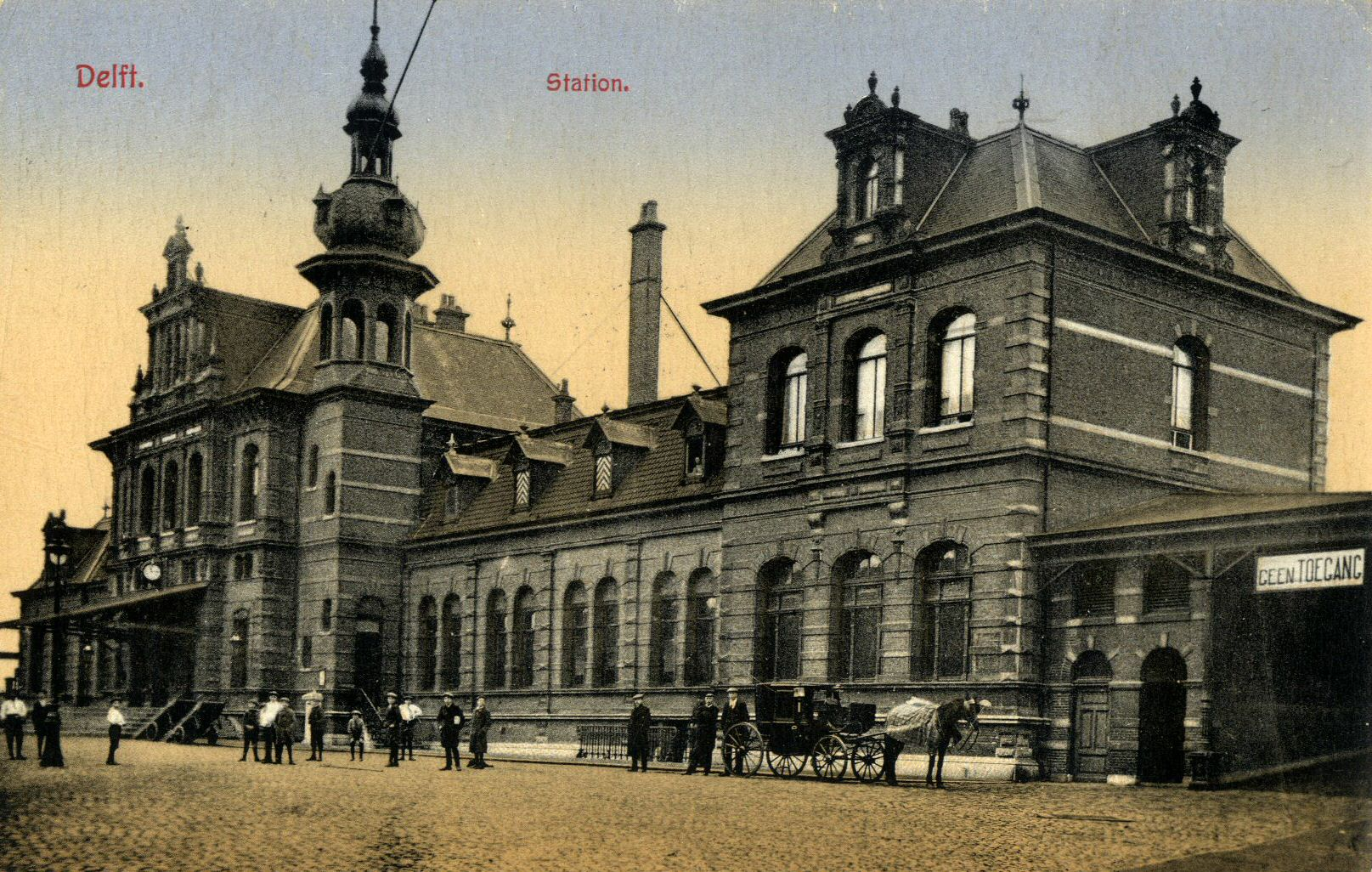
Station Delft, tussen 1905 en 1915
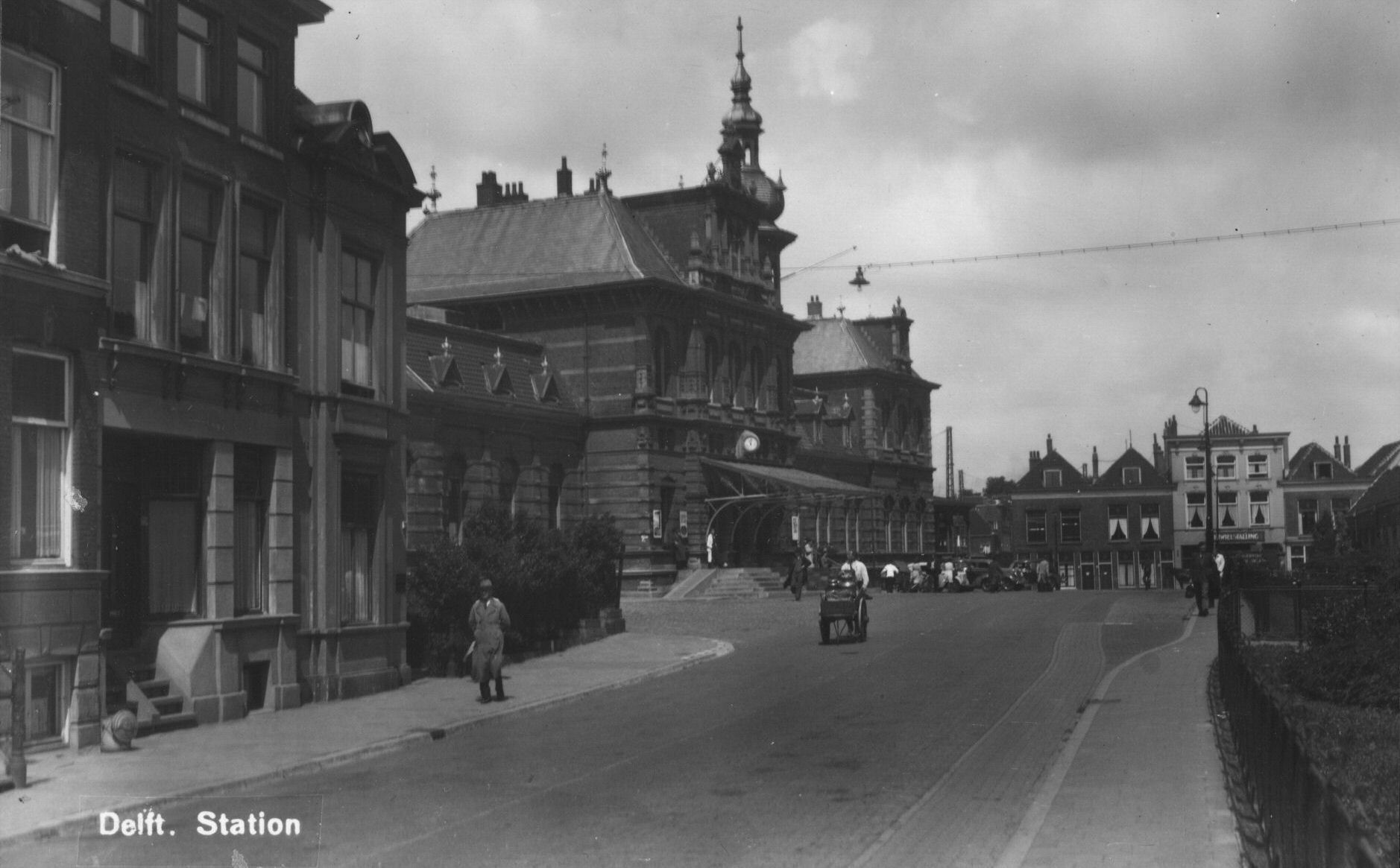
Station Delft, tussen 1930 en 1940
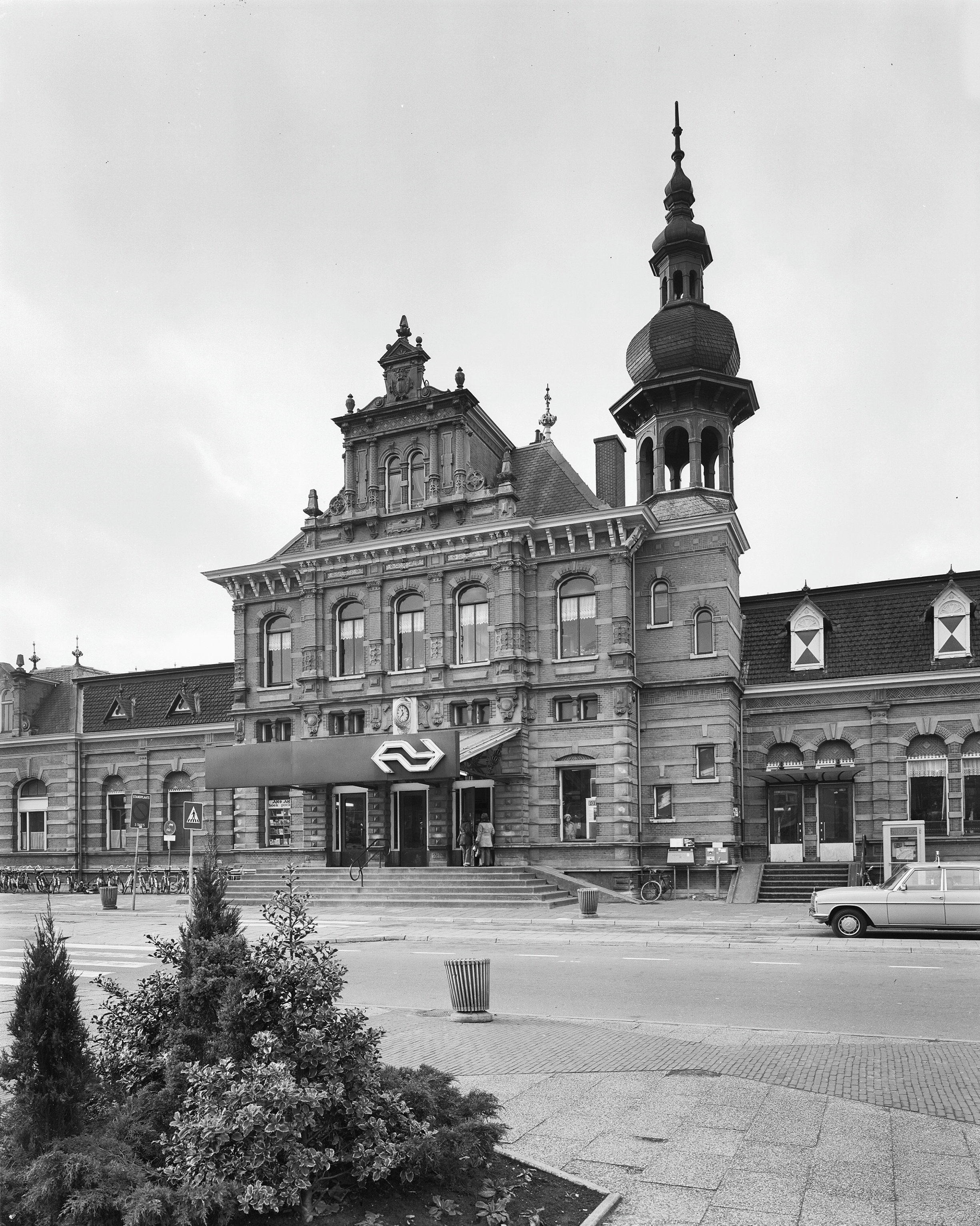
Station Delft (1977)
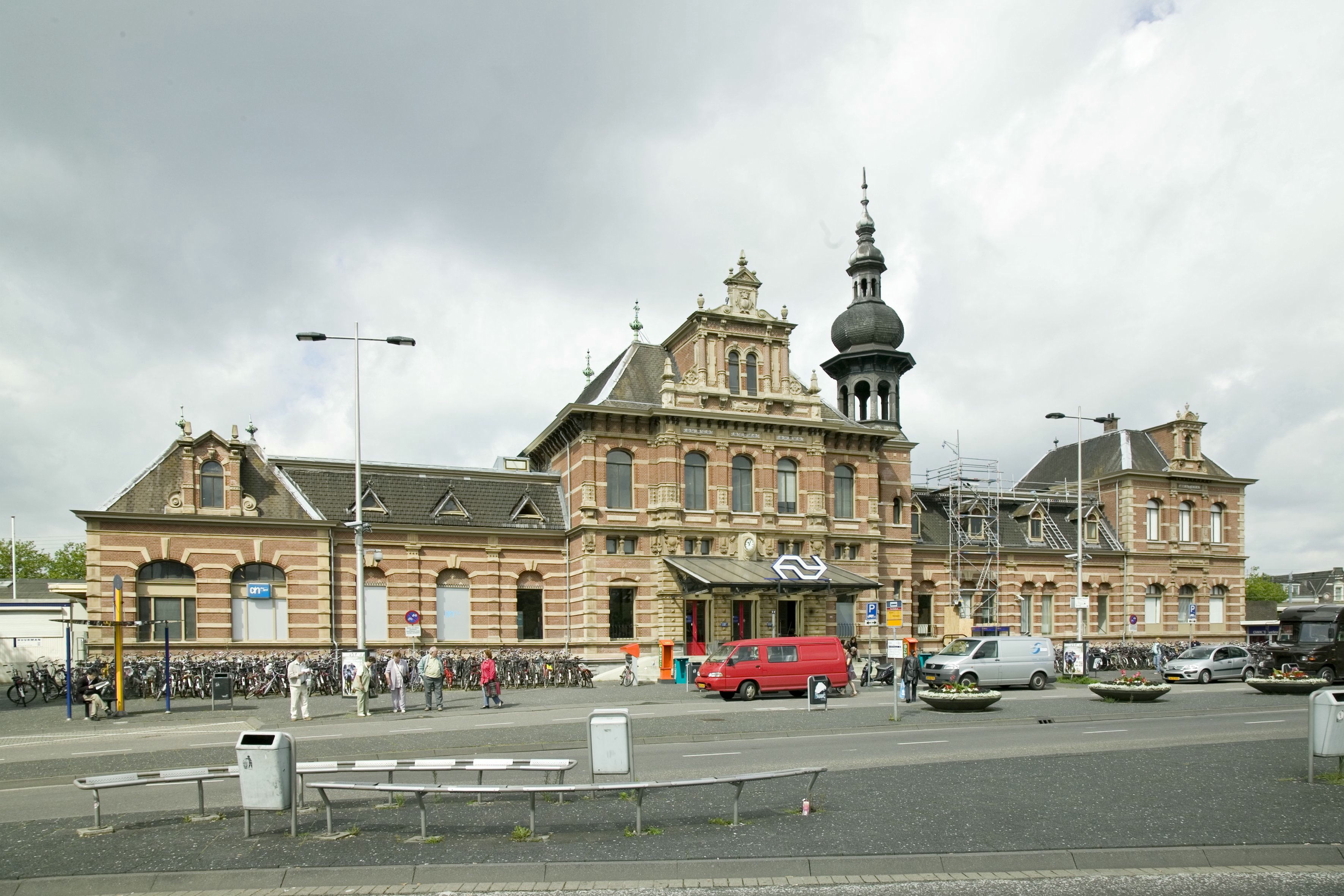
Station Delft (2007)
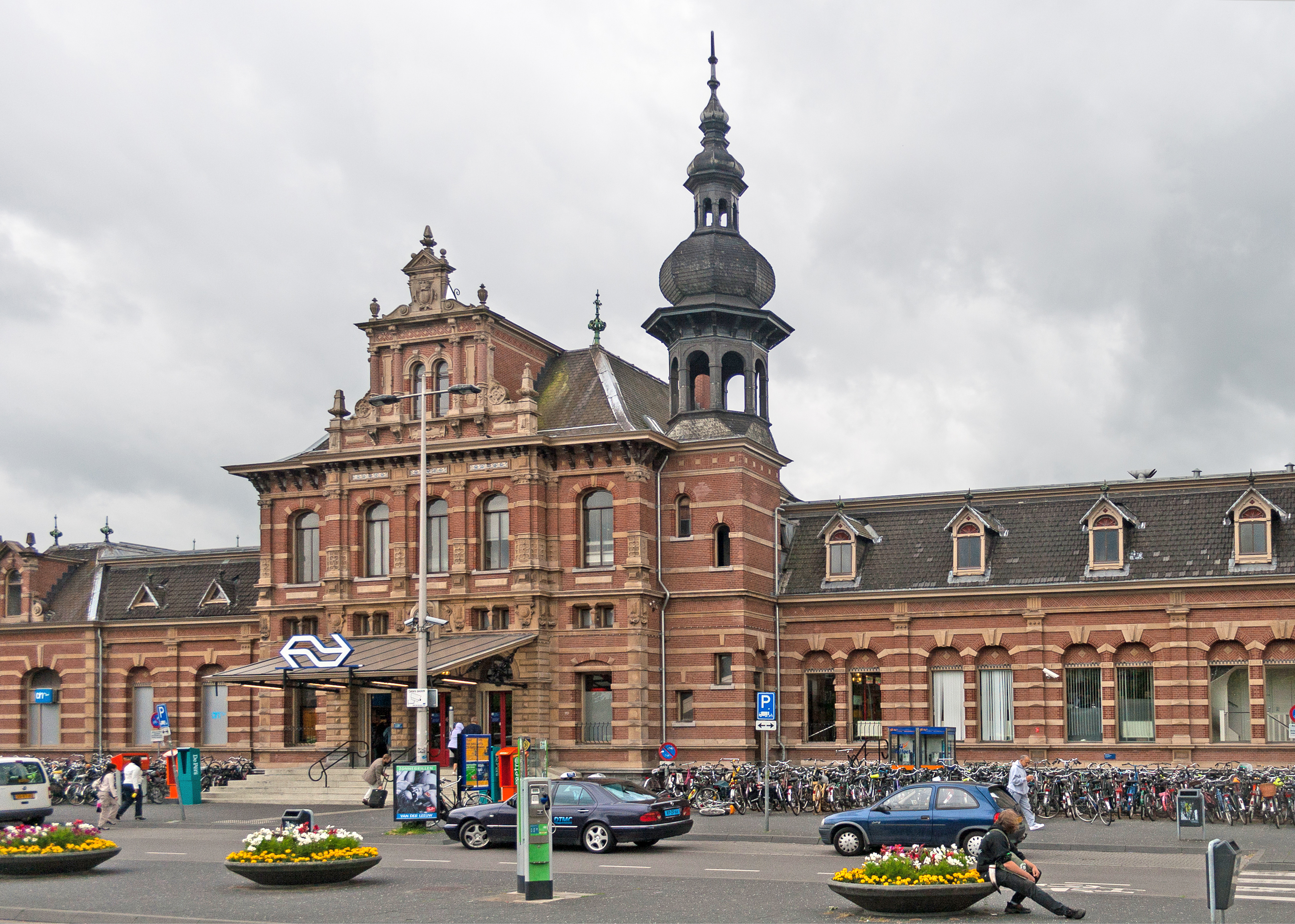
Station Delft (2008)
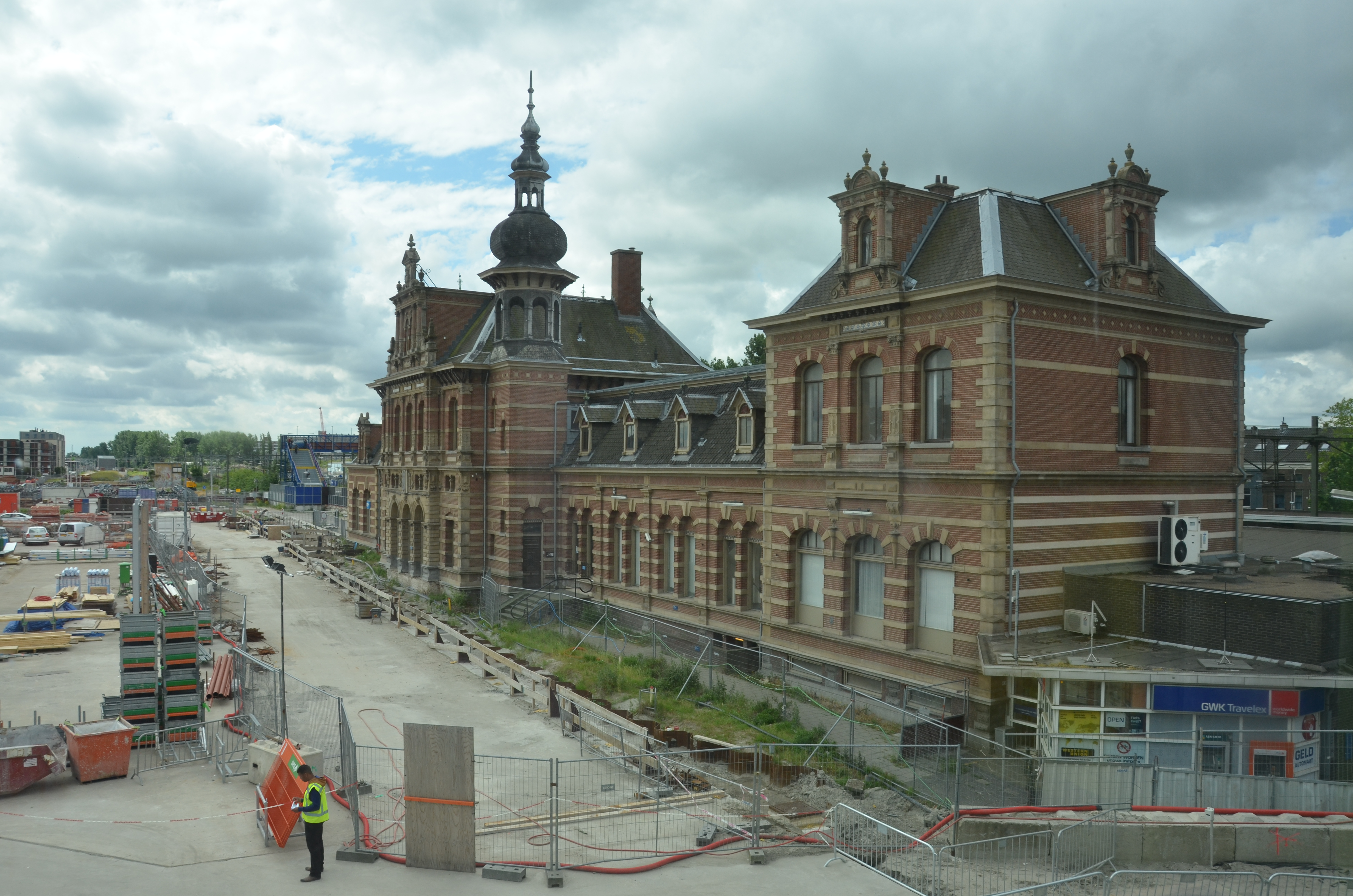
Station Delft, verbouwing spoorzone in volle gang (2014)
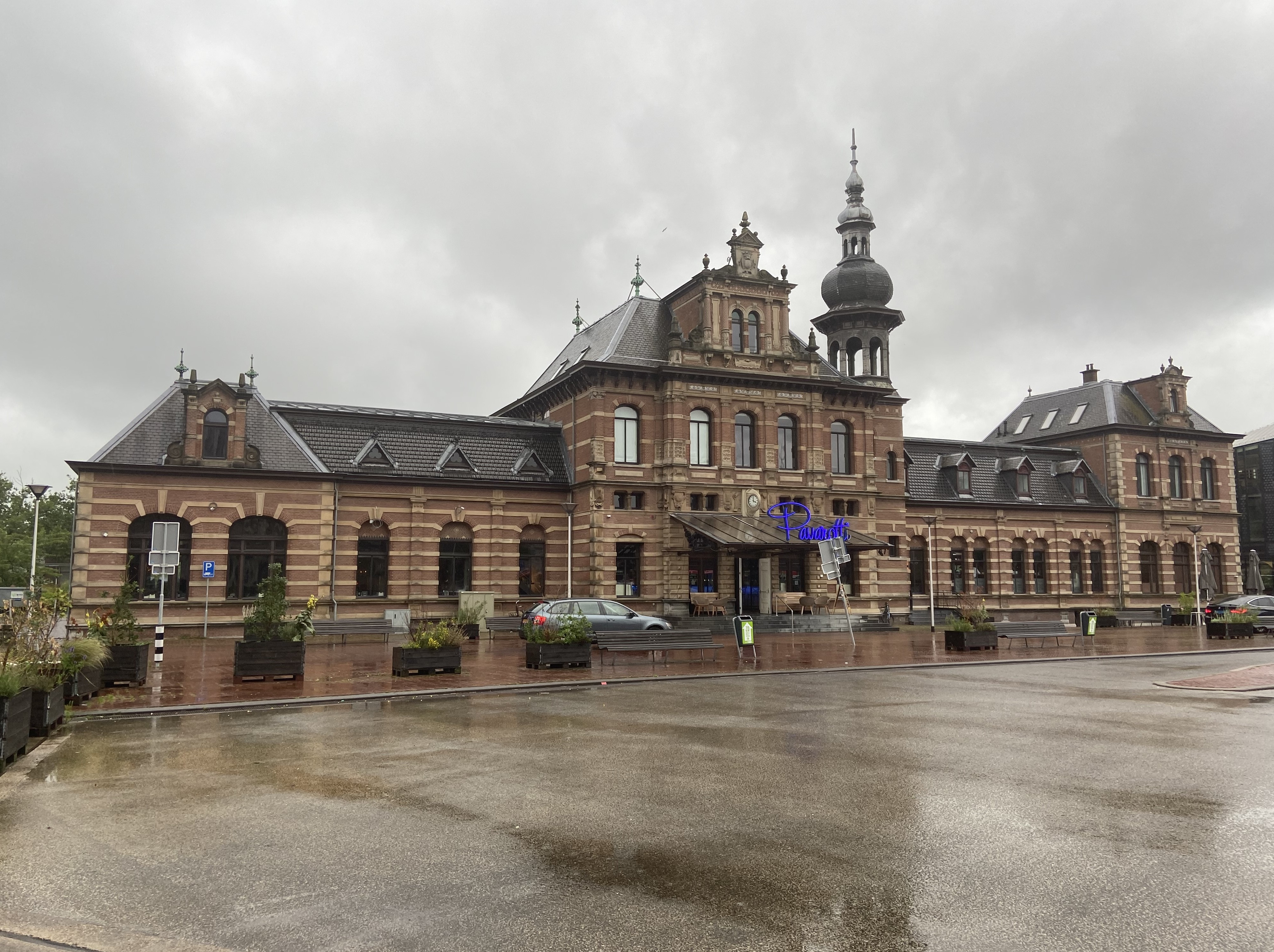
Station Delft, na verbouwing stationsplein (2023)

### Achteraanzicht

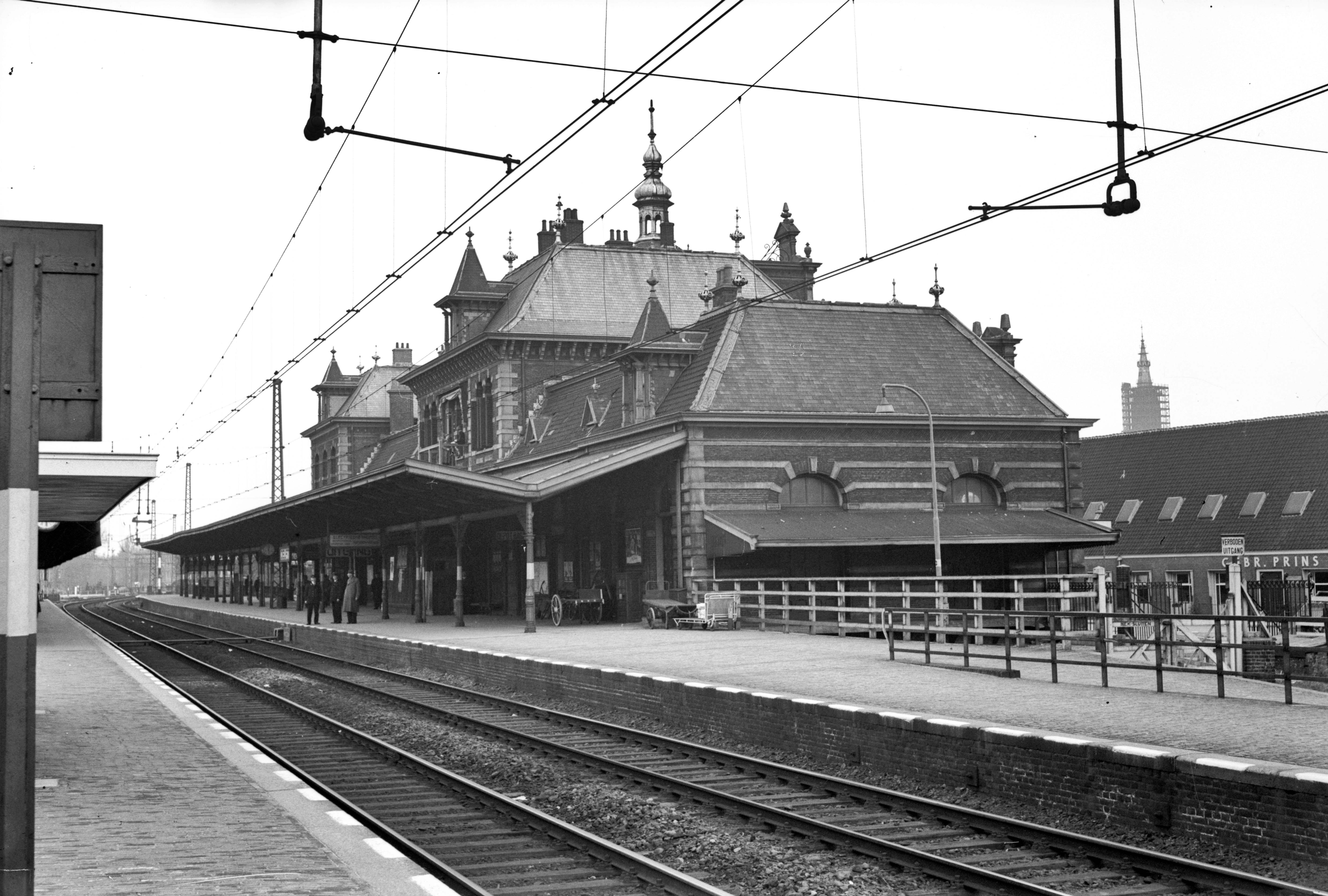
Gezicht op perron 1 vanaf perron 2/3 (1941)
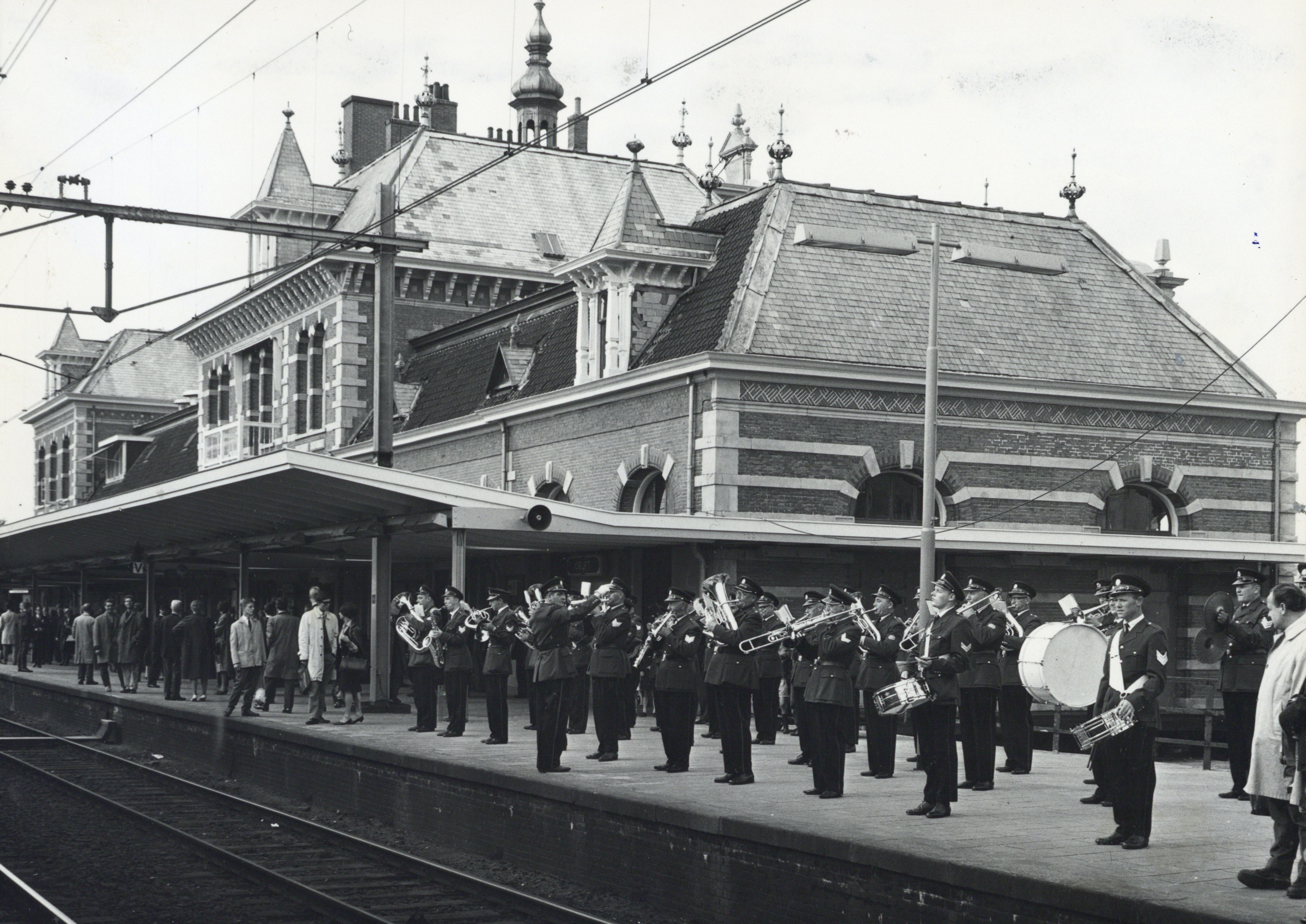
Opening spoorbrug m.m.v. Politiemuziekvereniging Excelsior (1965)
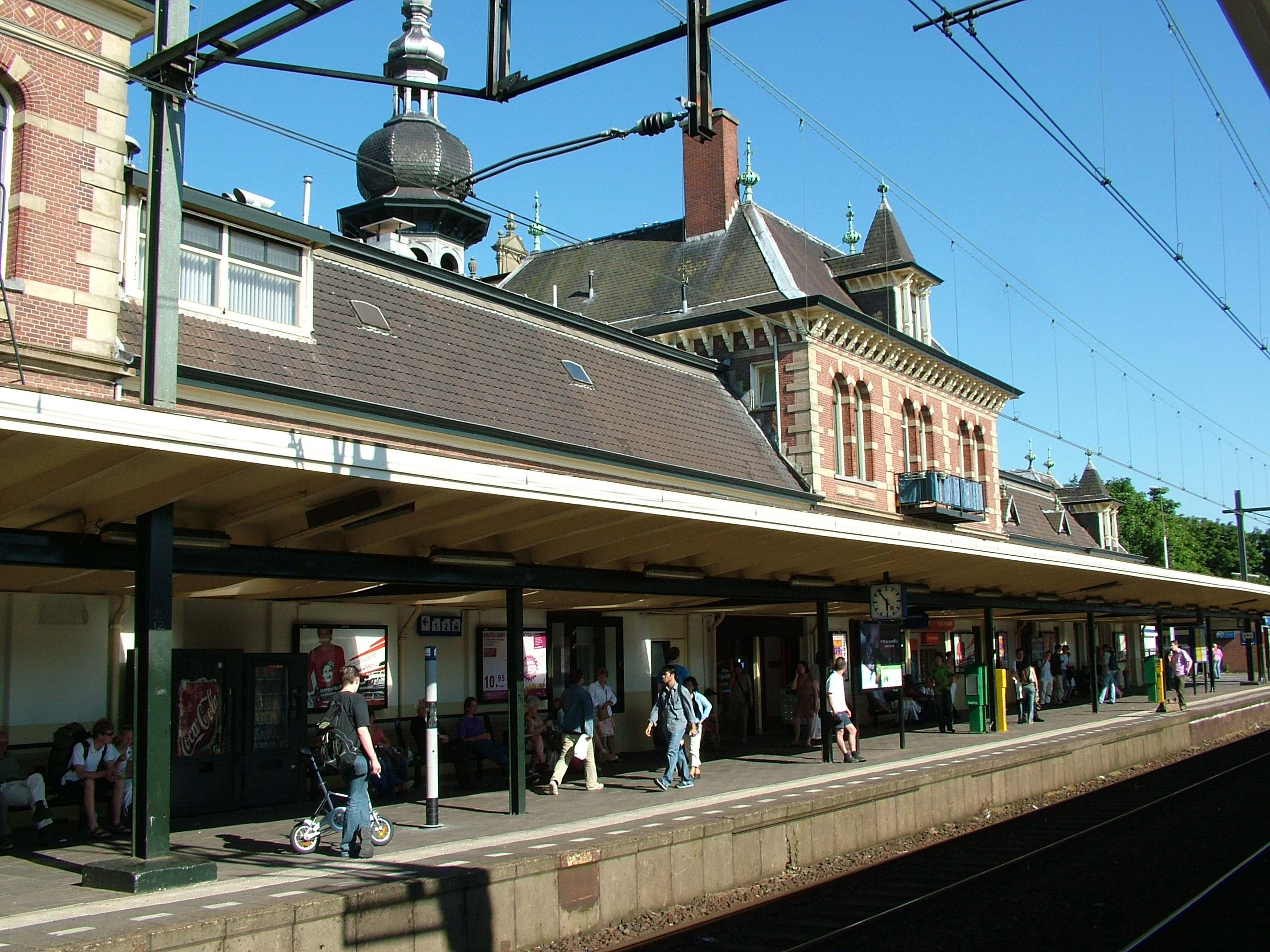
Gezicht op perron 1 vanaf perron 2/3 (2005)
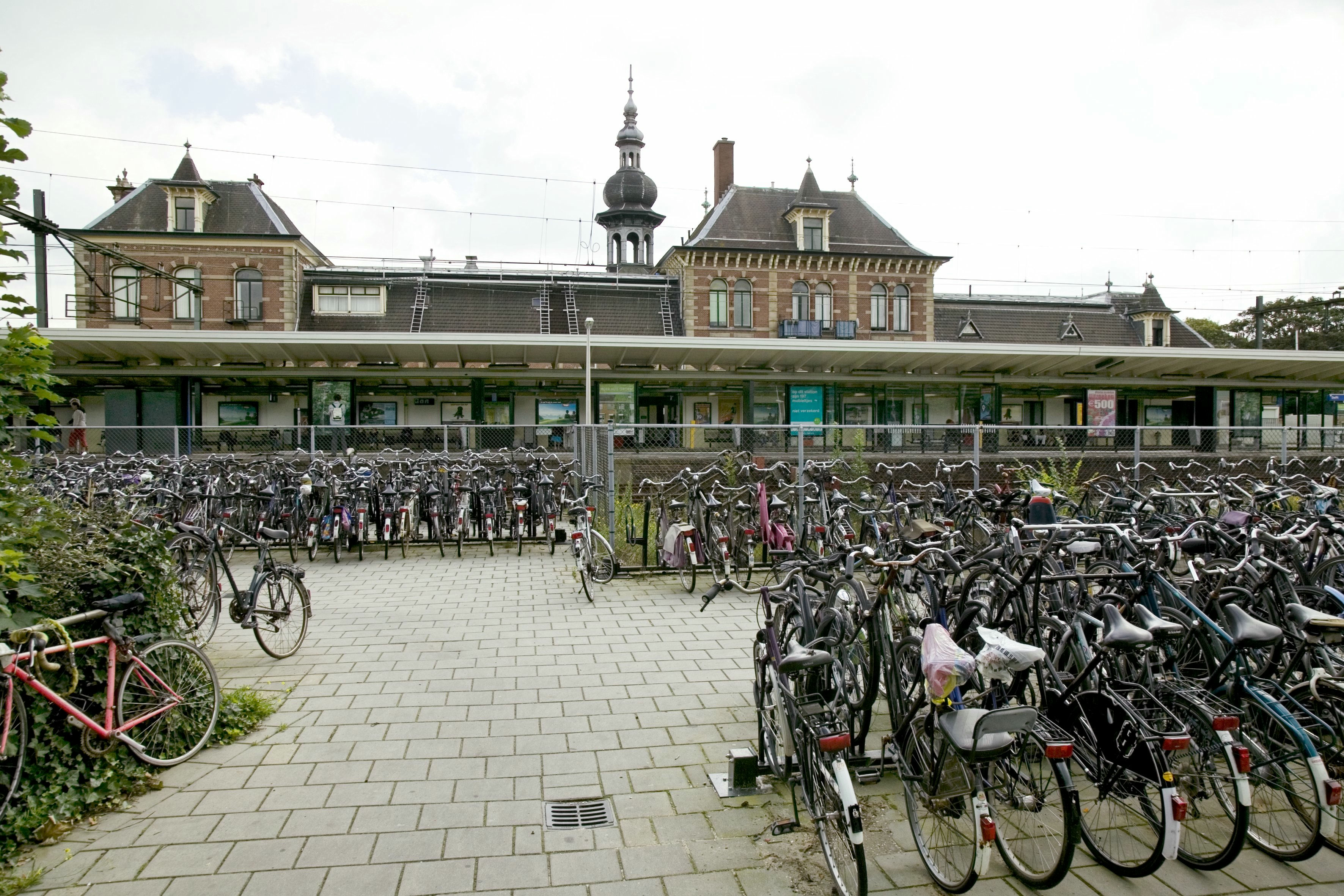
Achteraanzicht vanaf de verhoogde fietsenstalling aan de Coenderstraat (2007)
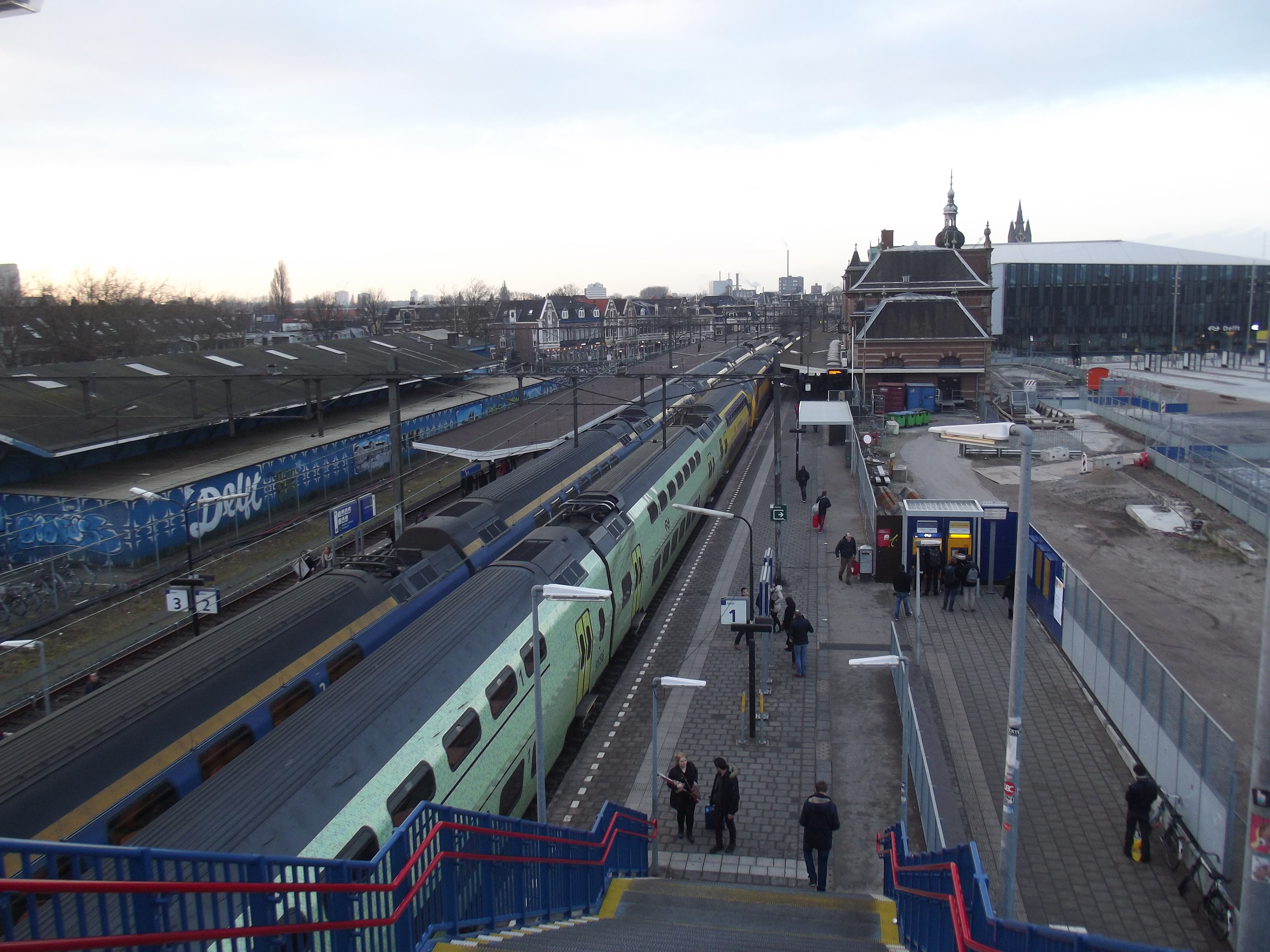
Overzichtsfoto vanaf de tijdelijke loopbrug na definitieve sluiting fietstunnel (2015)
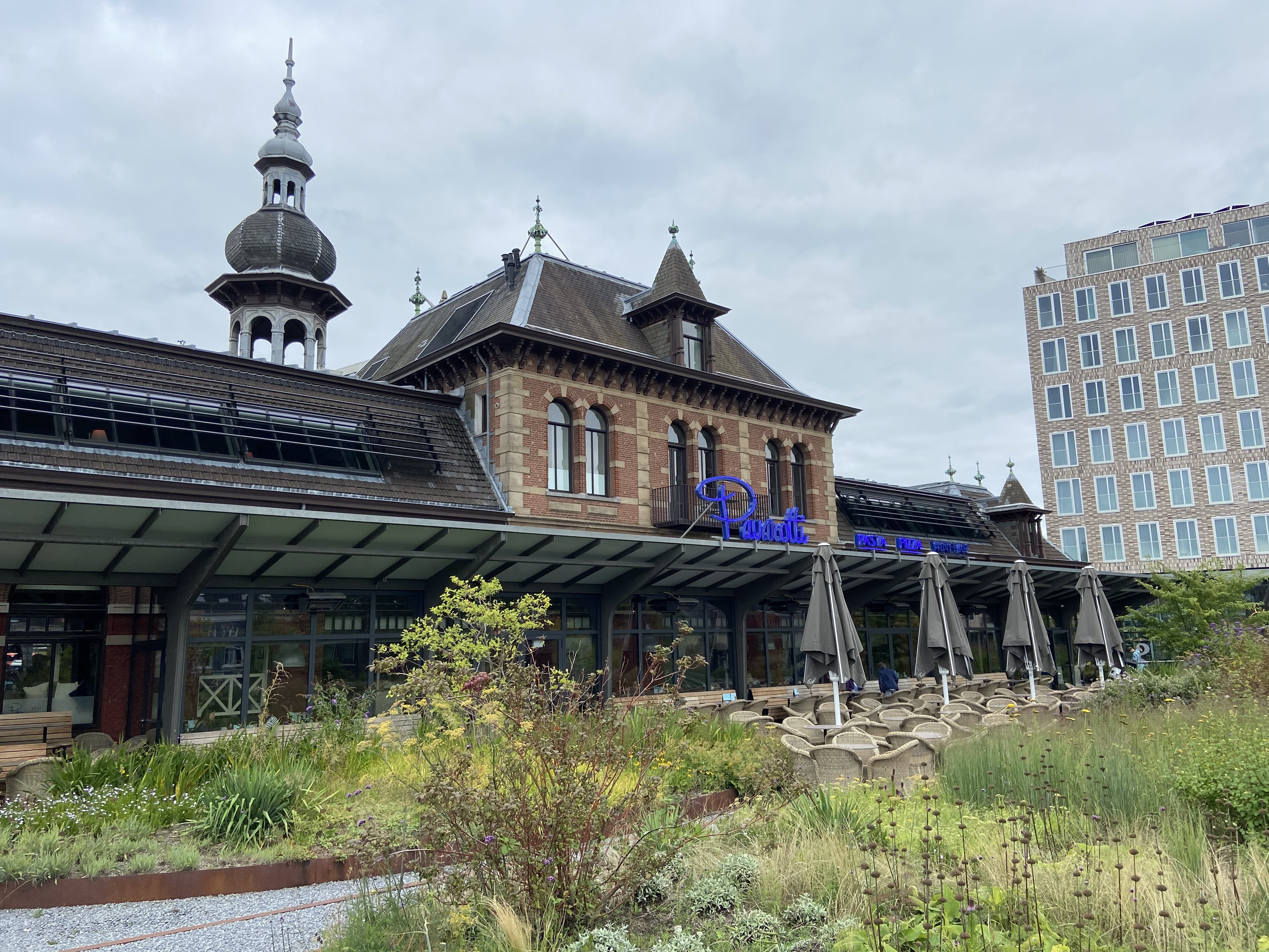
Gezicht op het terras van restaurant Pavarotti vanuit Park Spoorloos (2023)
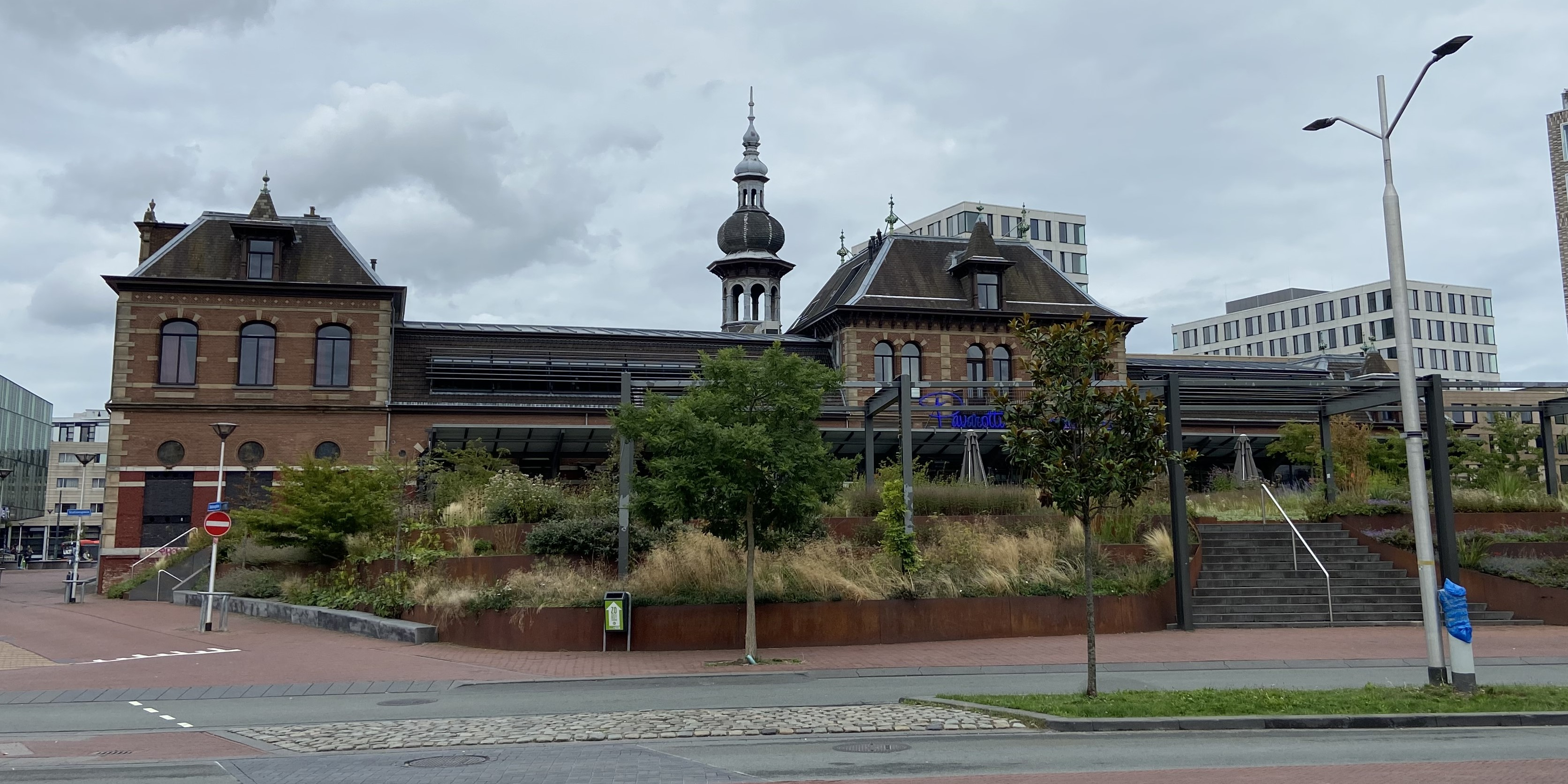
Achteraanzicht vanaf de Coenderstraat (2023)

### Interieur

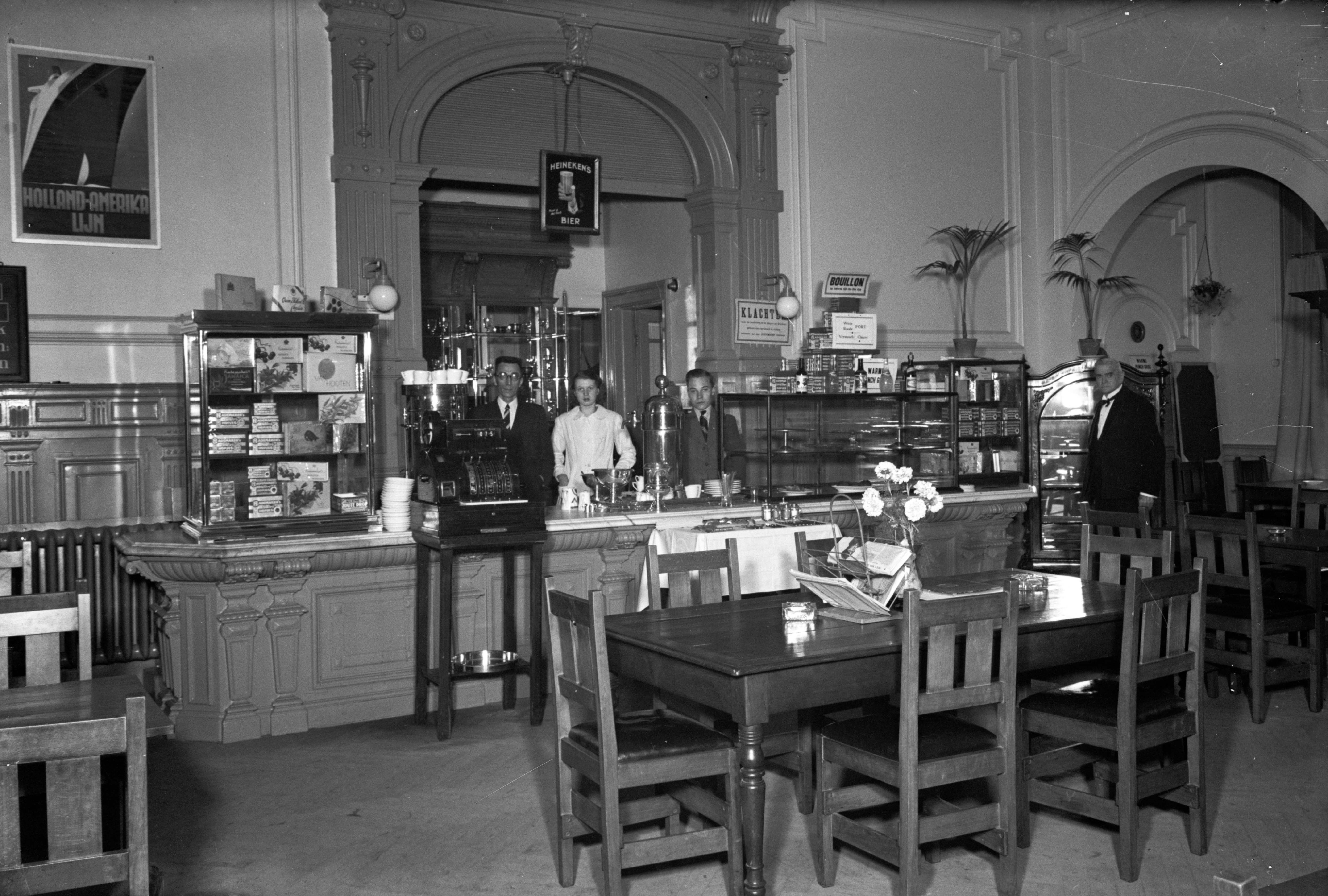
Wachtkamer 1ste en 2de klasse (1941)
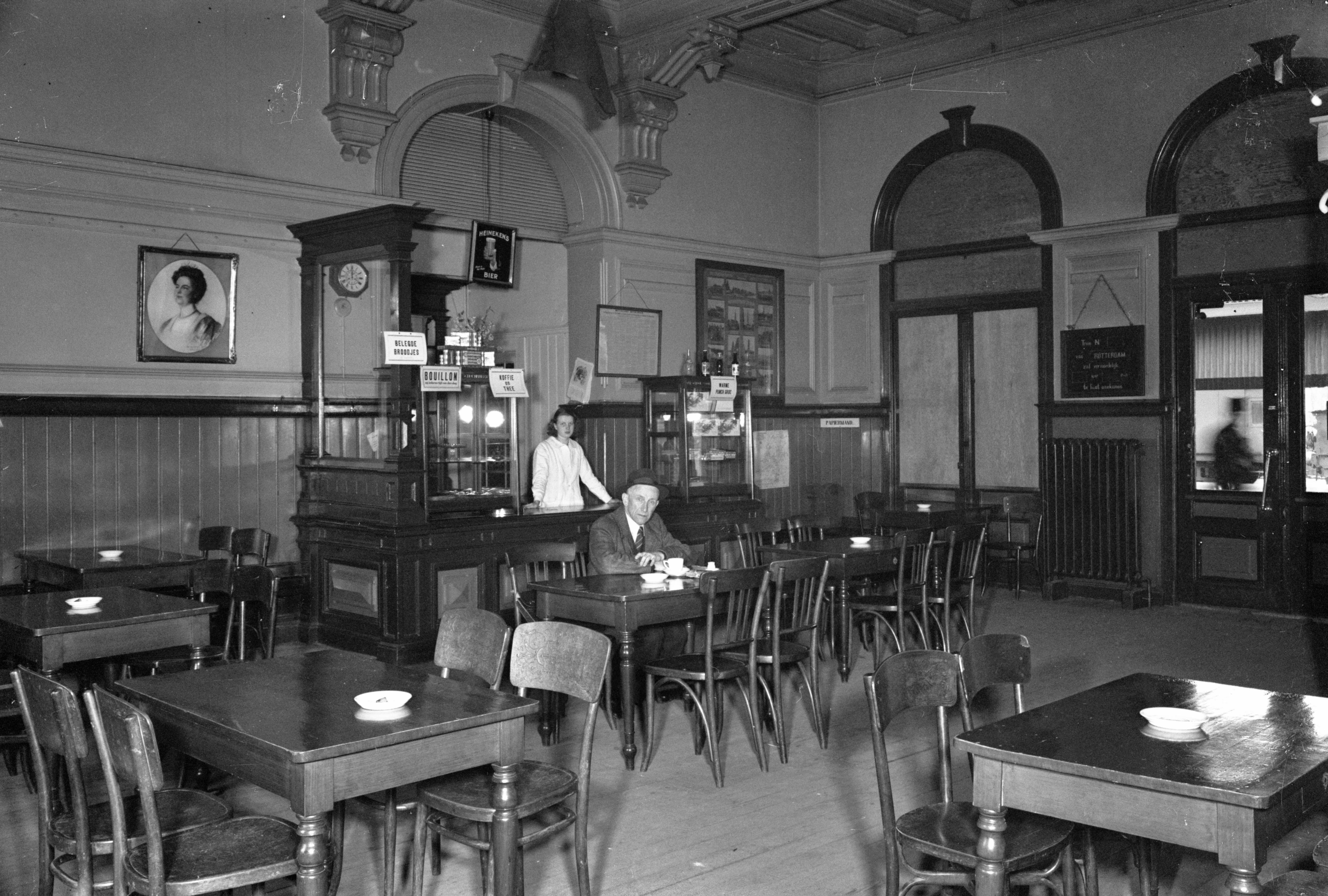
Wachtkamer 3de klasse (1941)
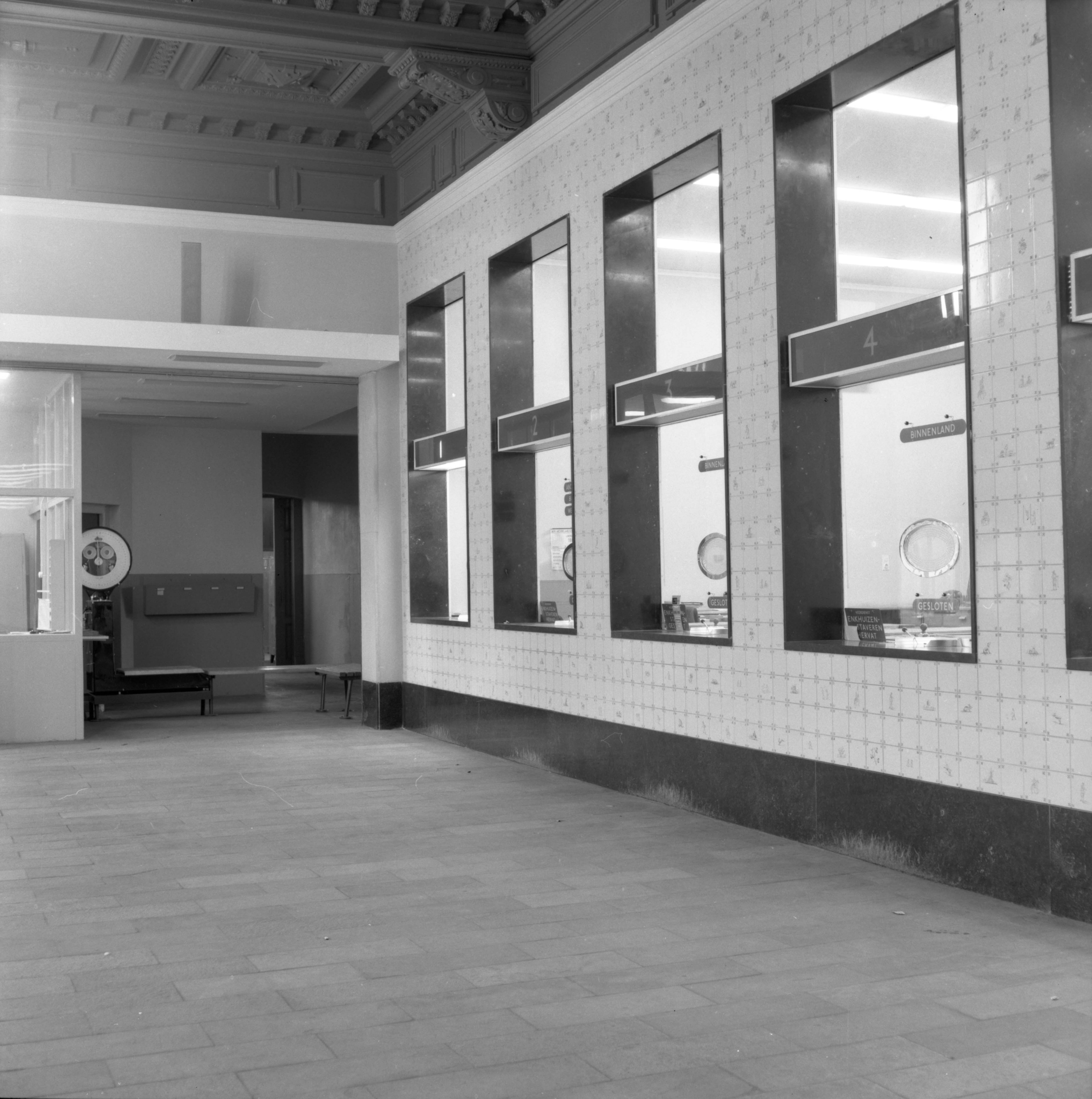
Entreehal met loketten & stuk linkervleugel (1960)
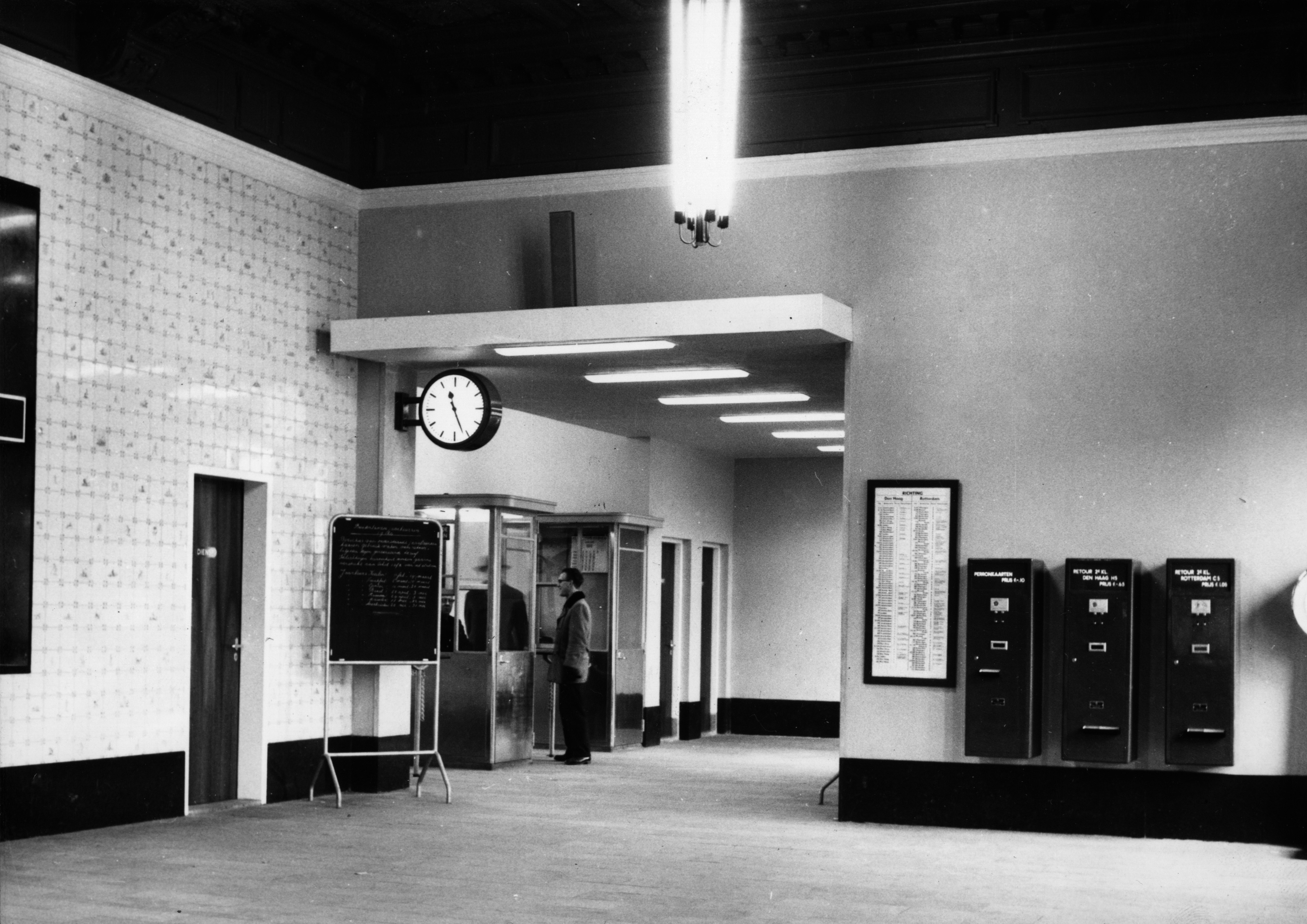
Entreehal & stuk rechtervleugel (1960)
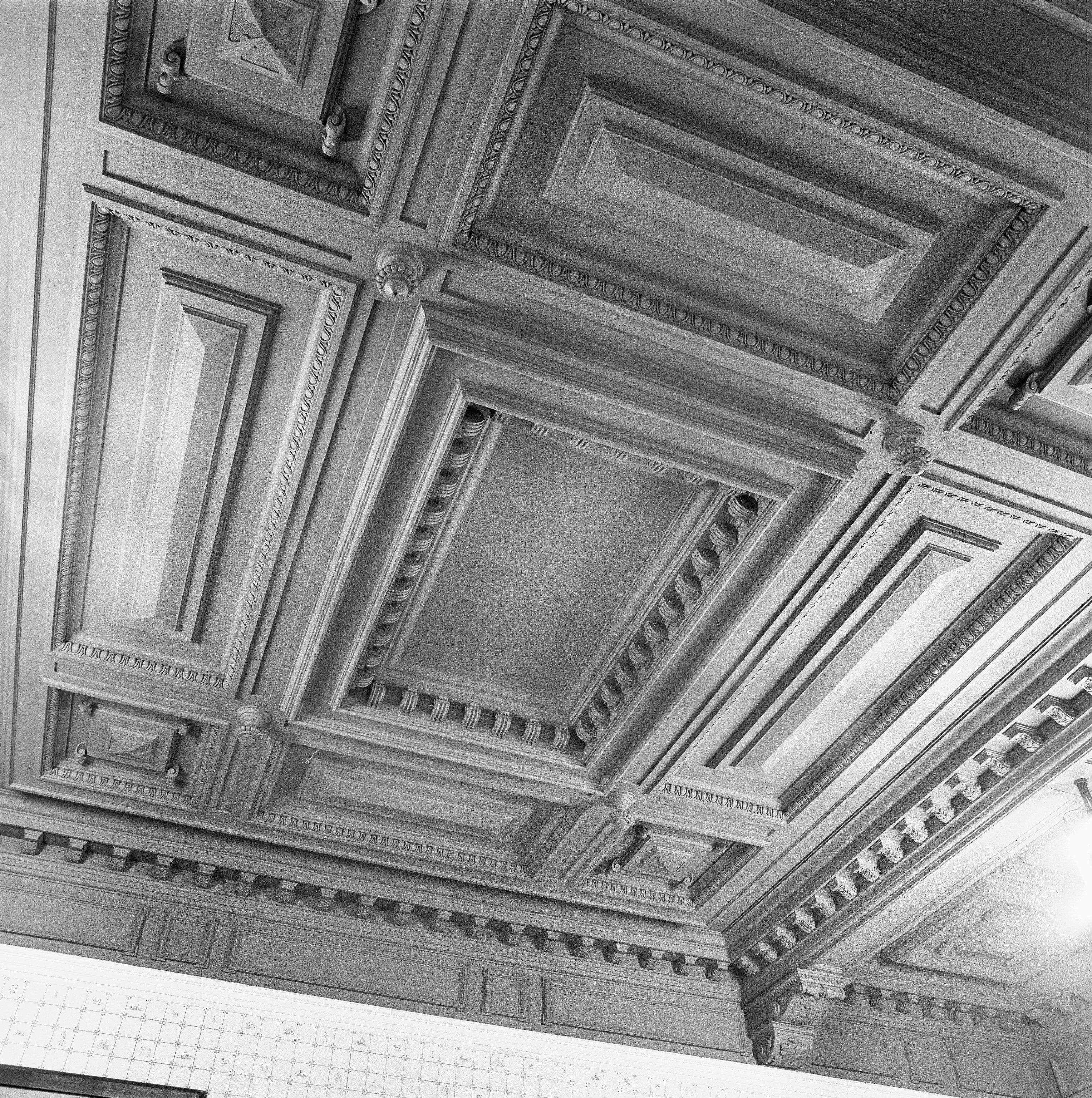
Plafond van de entreehal (1977)
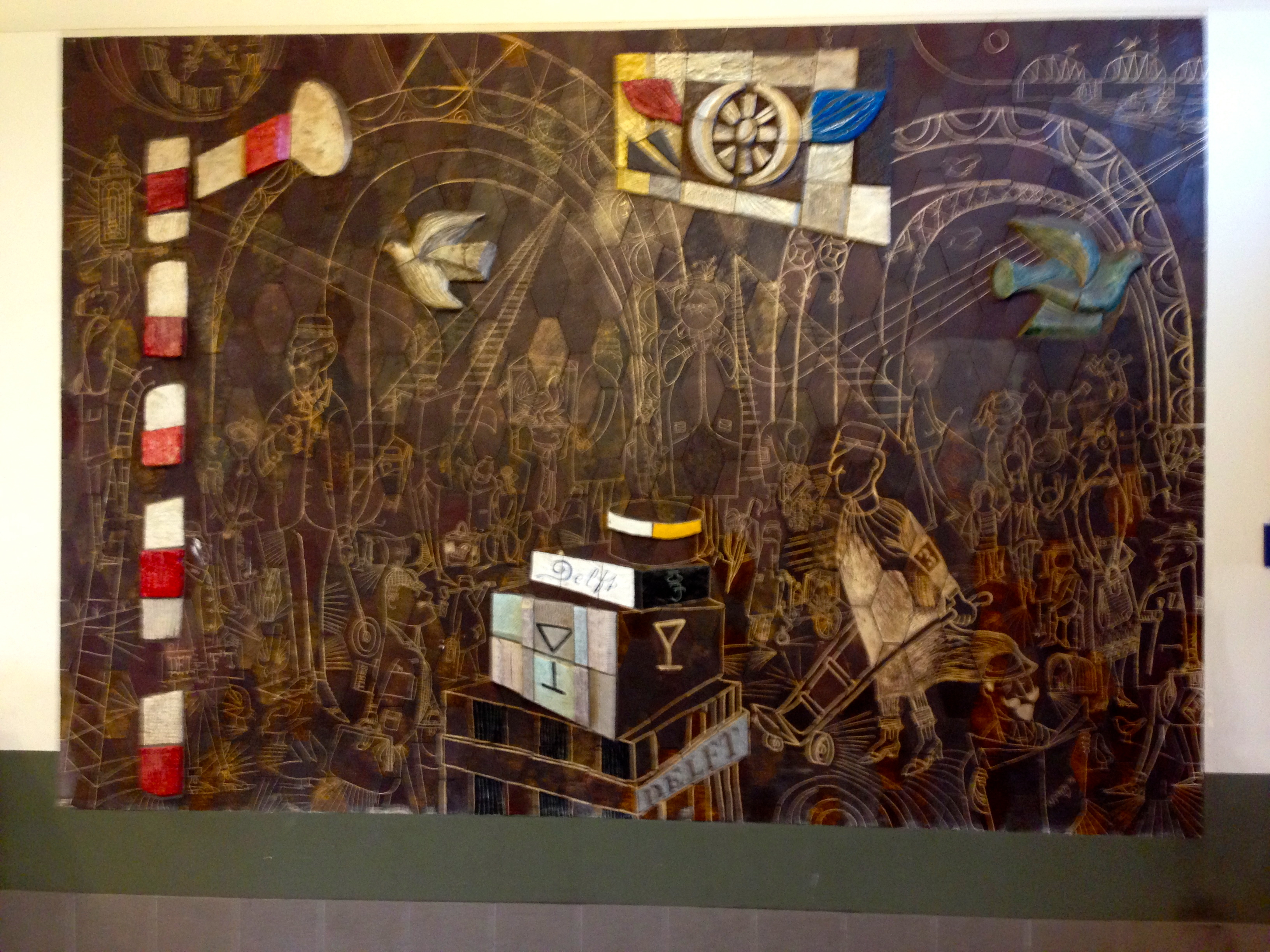
Kunstwerk in de rechtervleugel, net om het hoekje tussen de entreehal en de uitgang naar perron 1 (2013)
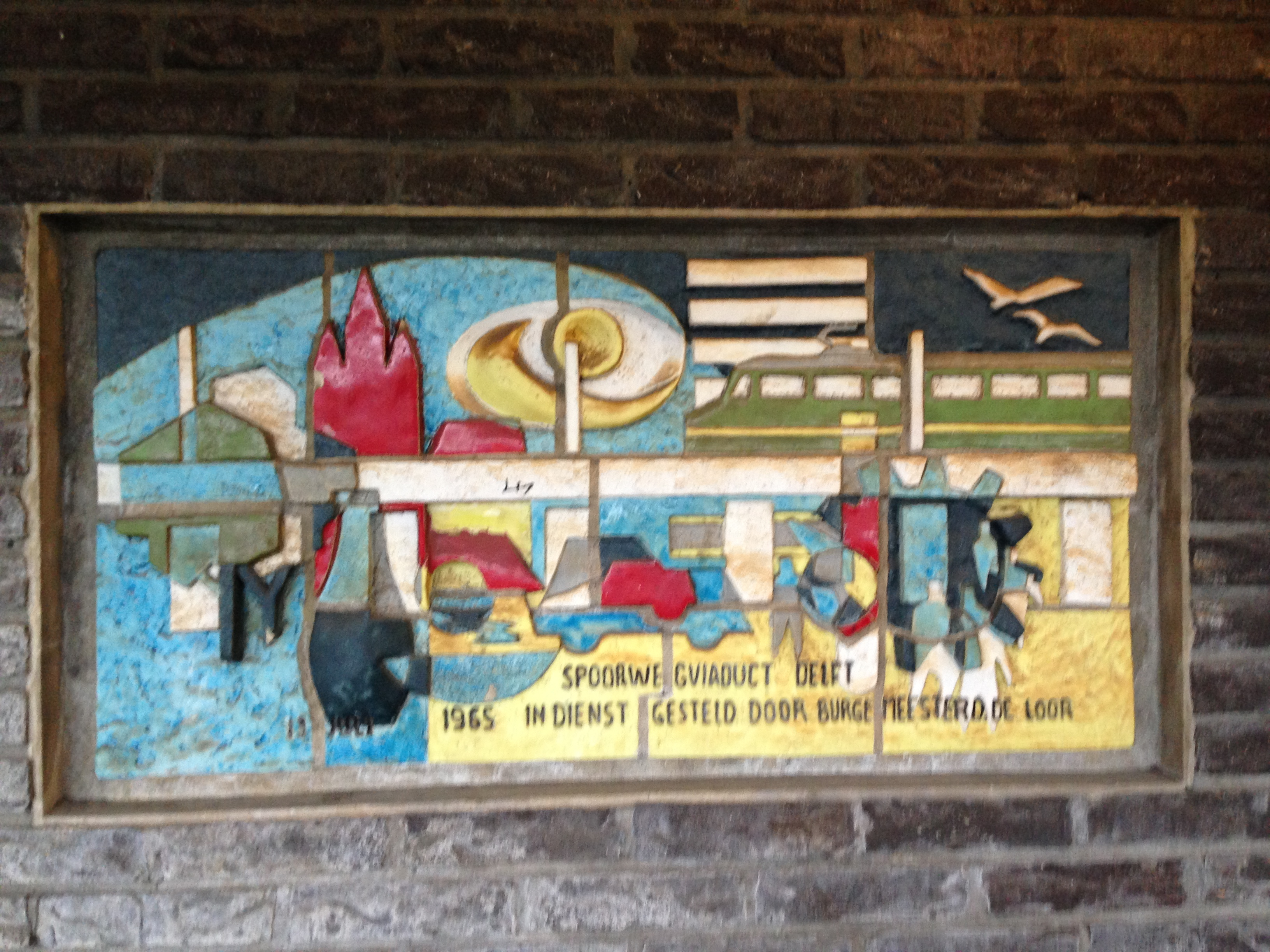
Kunstwerk op perron 1 ter ere van de bouw van het spoorviaduct (2013)

### Sporen en perrons

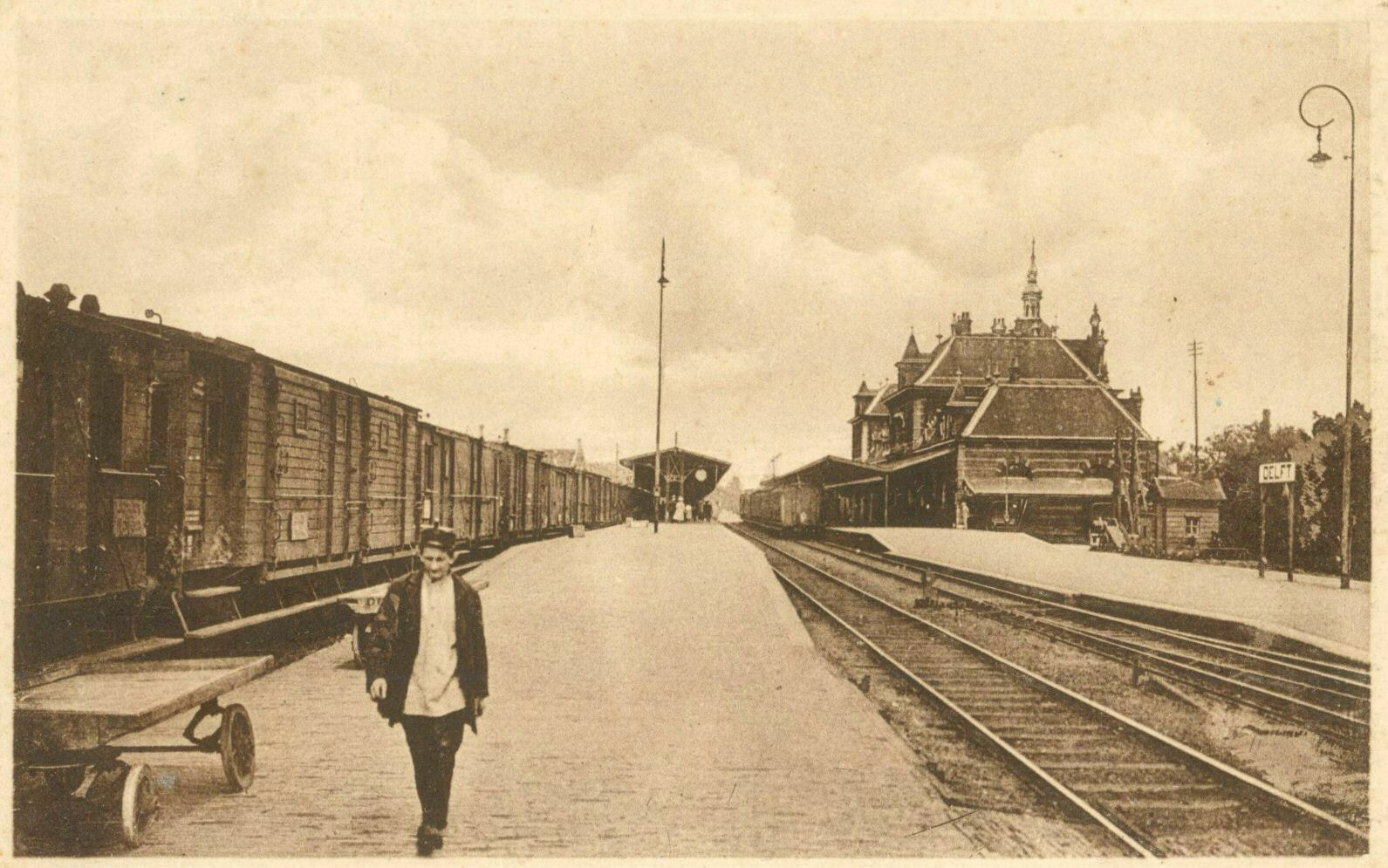
1920-1925
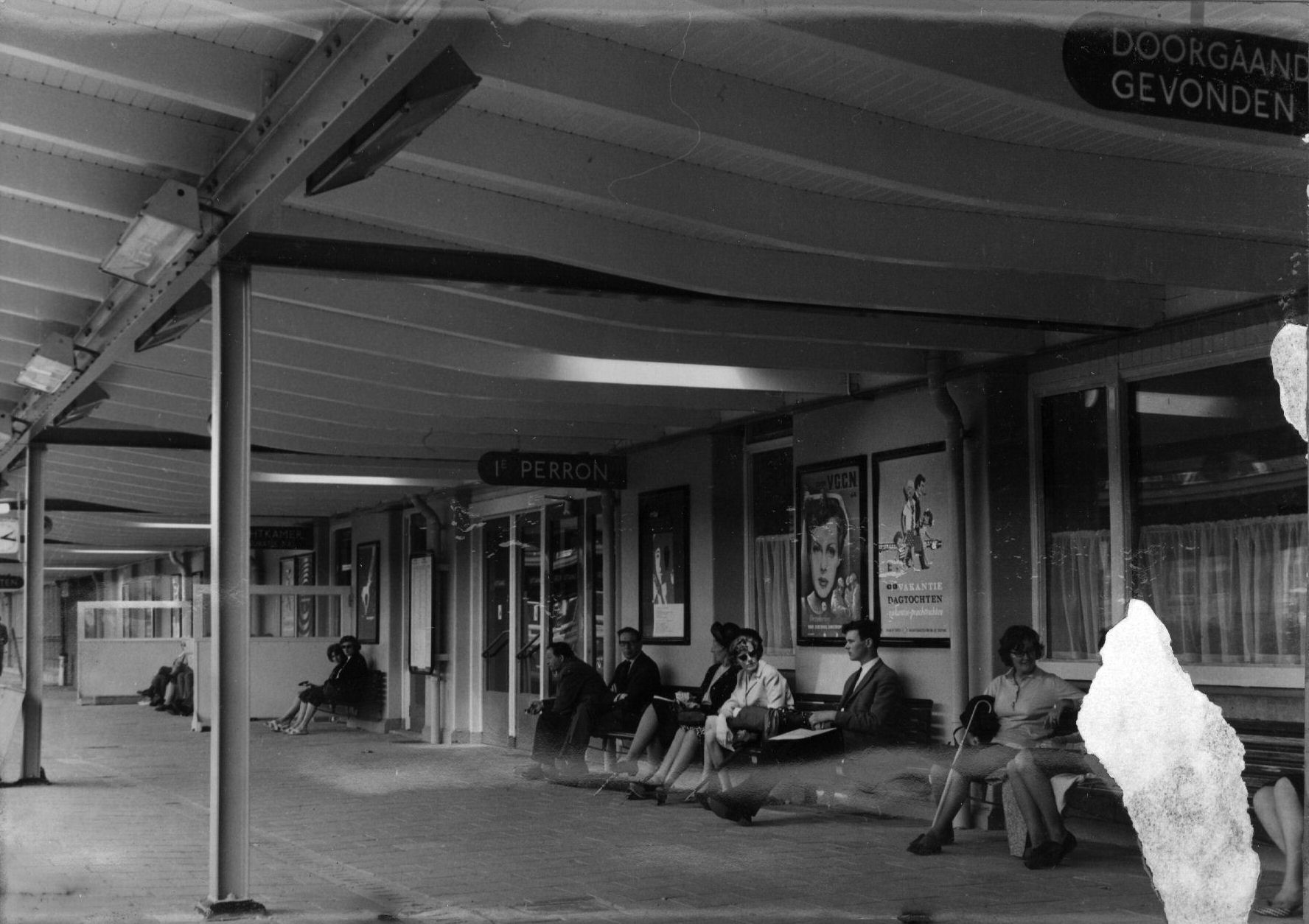
Wachtende reizigers op perron 1 (1965)
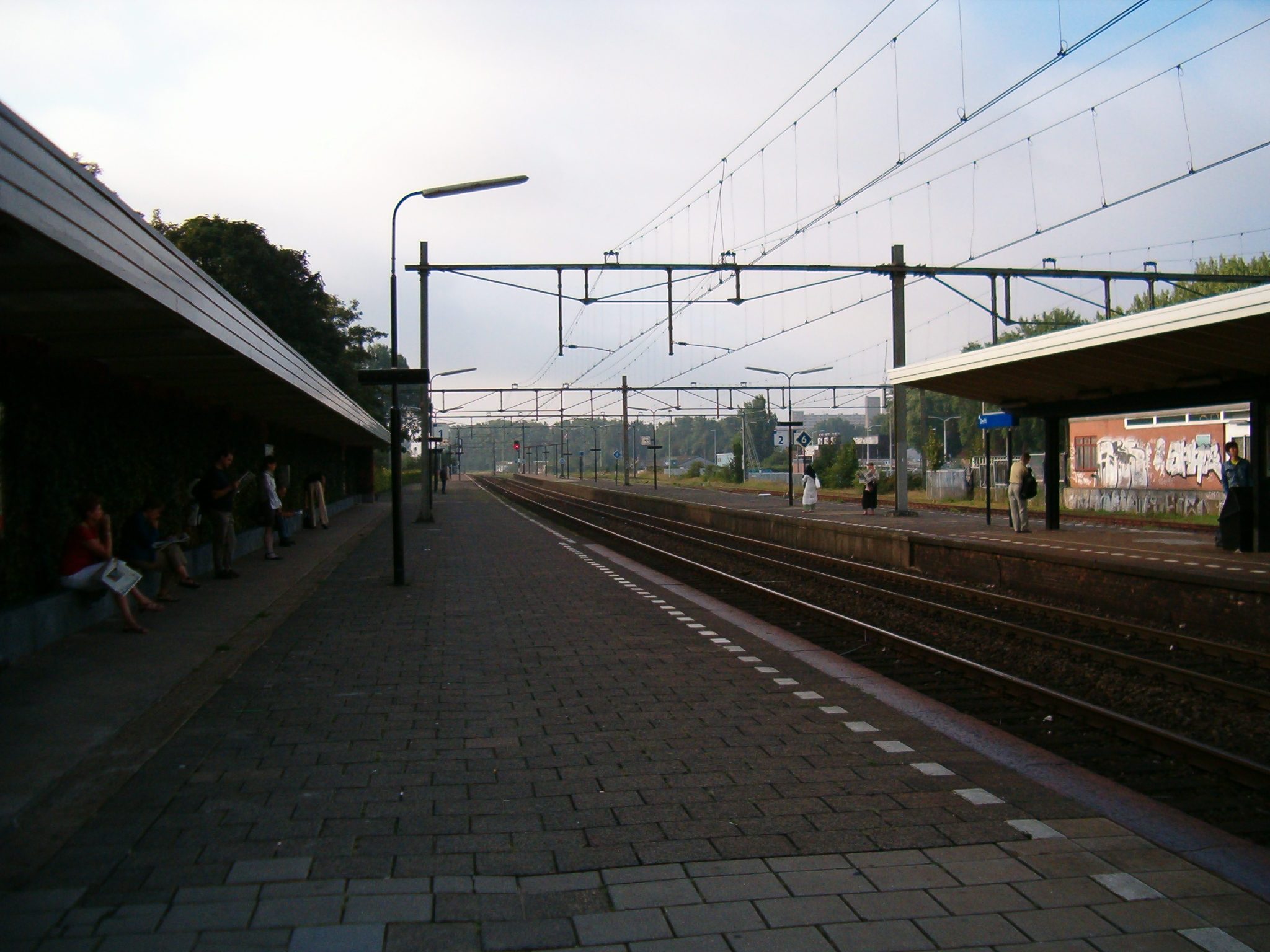
Kijkend naar het zuiden vanaf perron 1 (2004)
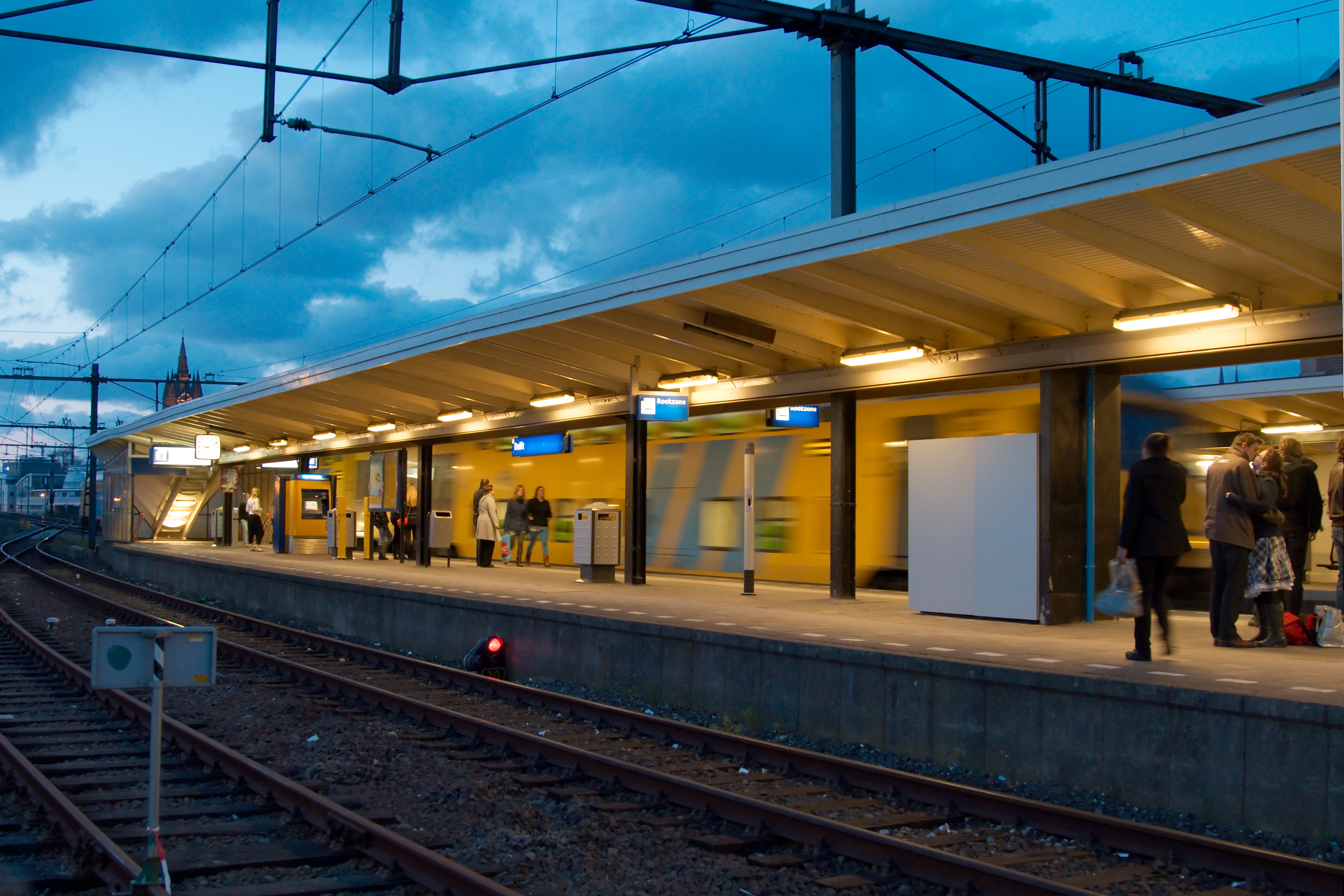
Uitzicht op perron 2/3 vanaf de fietsenstalling aan de Coenderstraat (2010)
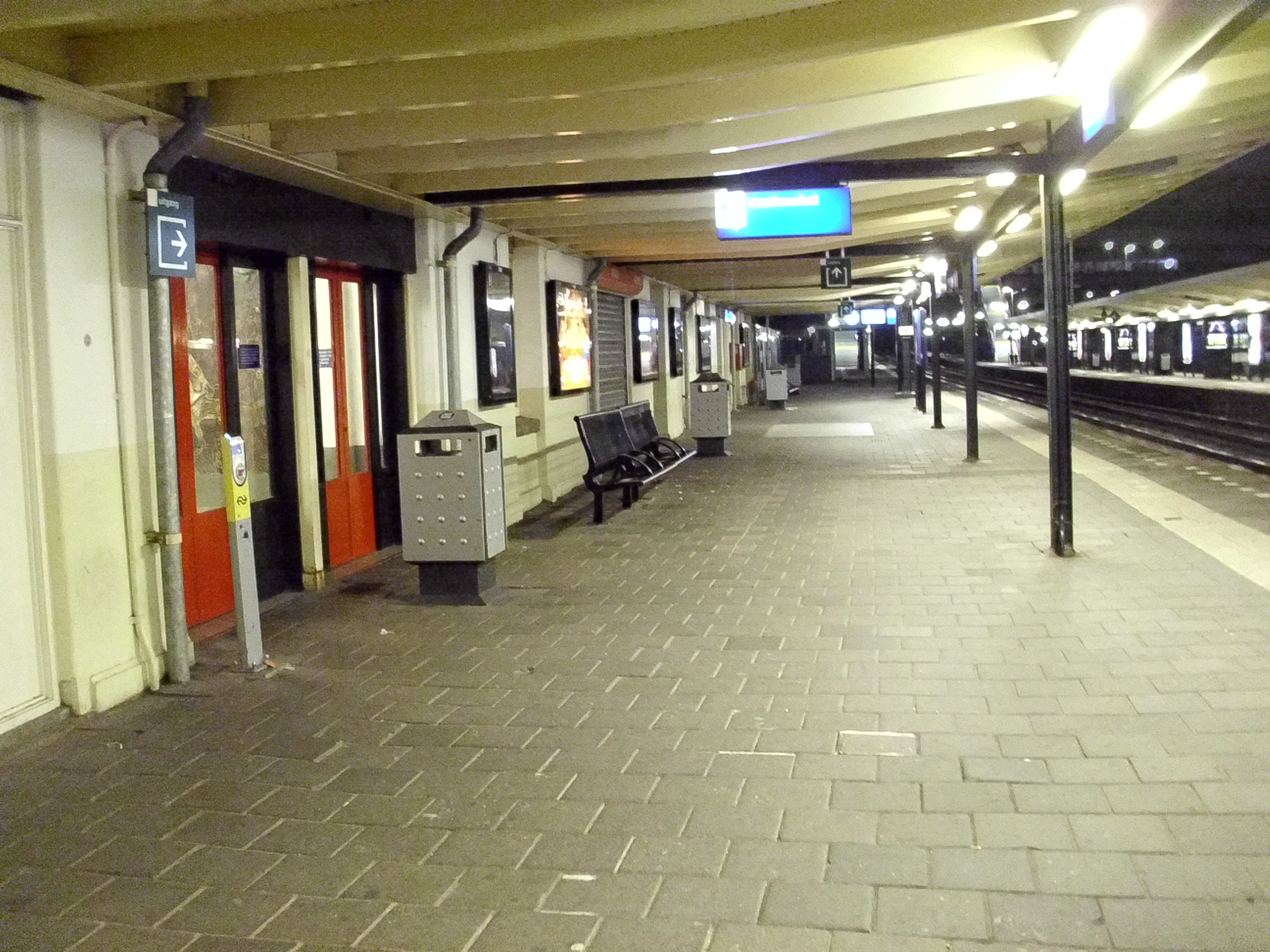
Perron 1 met ingang naar de stationshal (2014)
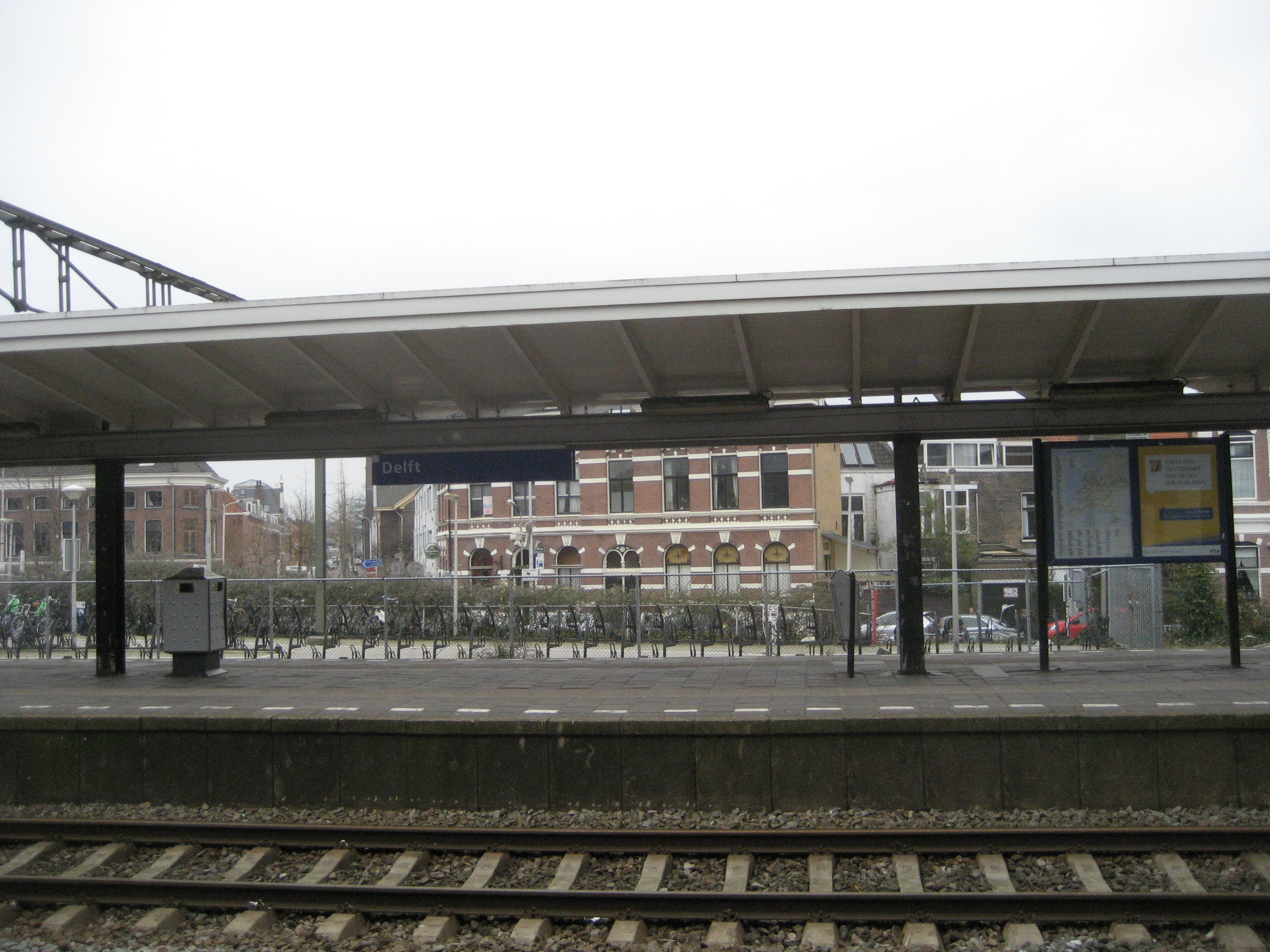
Uitzicht op perron 2/3 met daar achter de Coenderstraat (hoek Raamstraat, bij café de sport) vanaf perron 1 (2015)
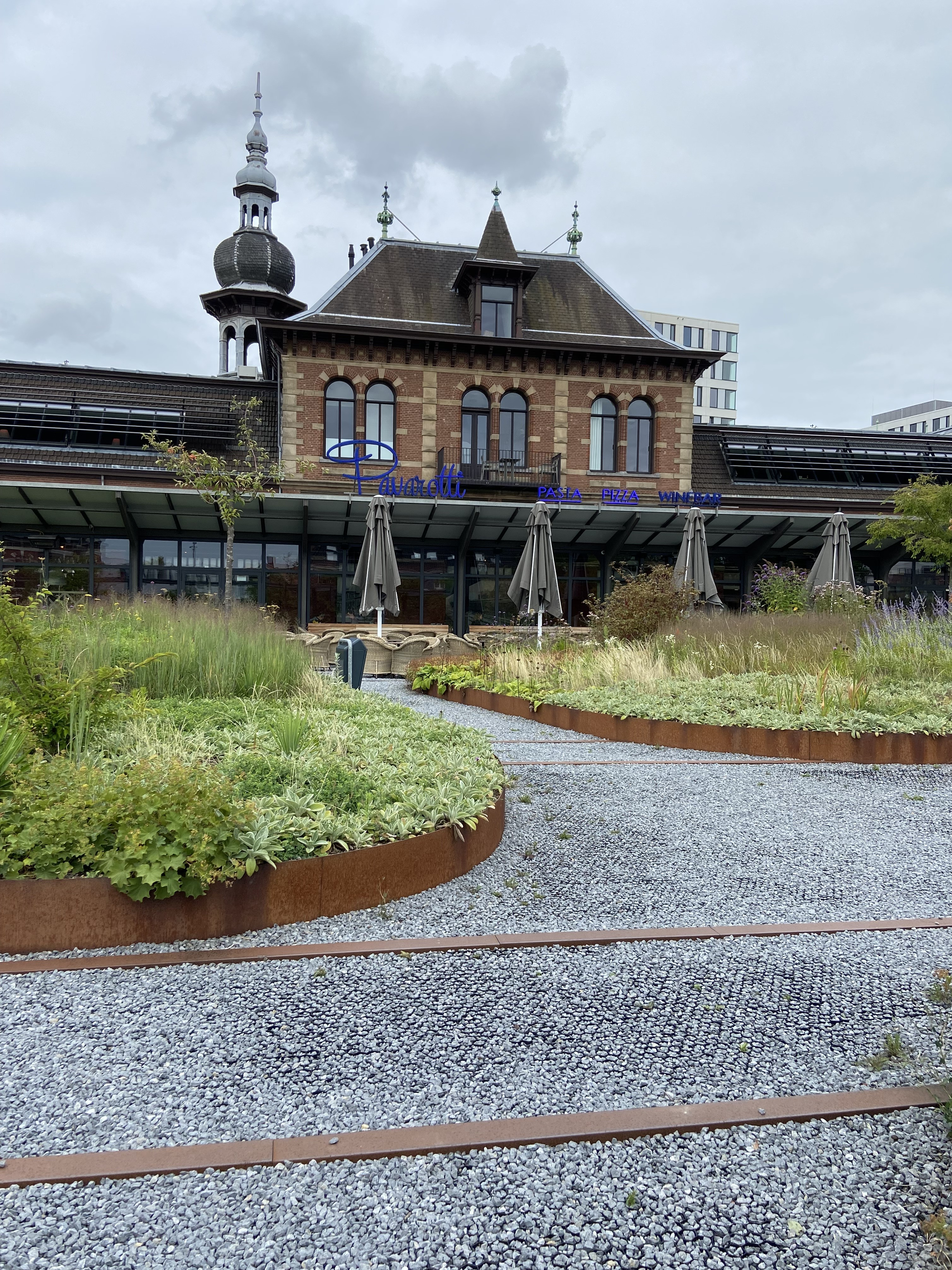
Op de paden in Park Spoorloos vind je de contouren van de vroegere vier sporen (2023)

### Fietsen

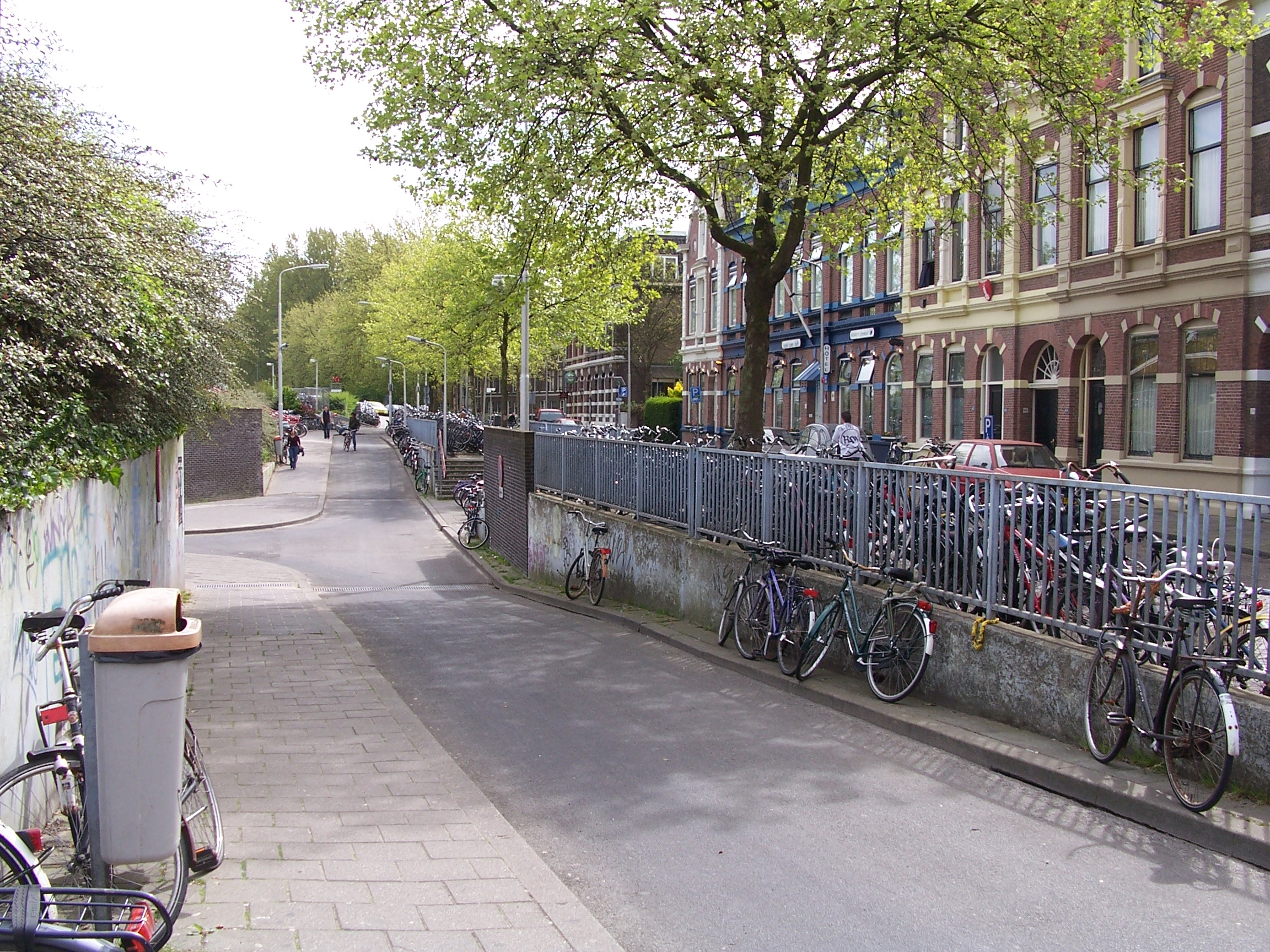
Ingang tunnel onder het spoor vanaf de Coenderstraat naar het stationsplein (2005)
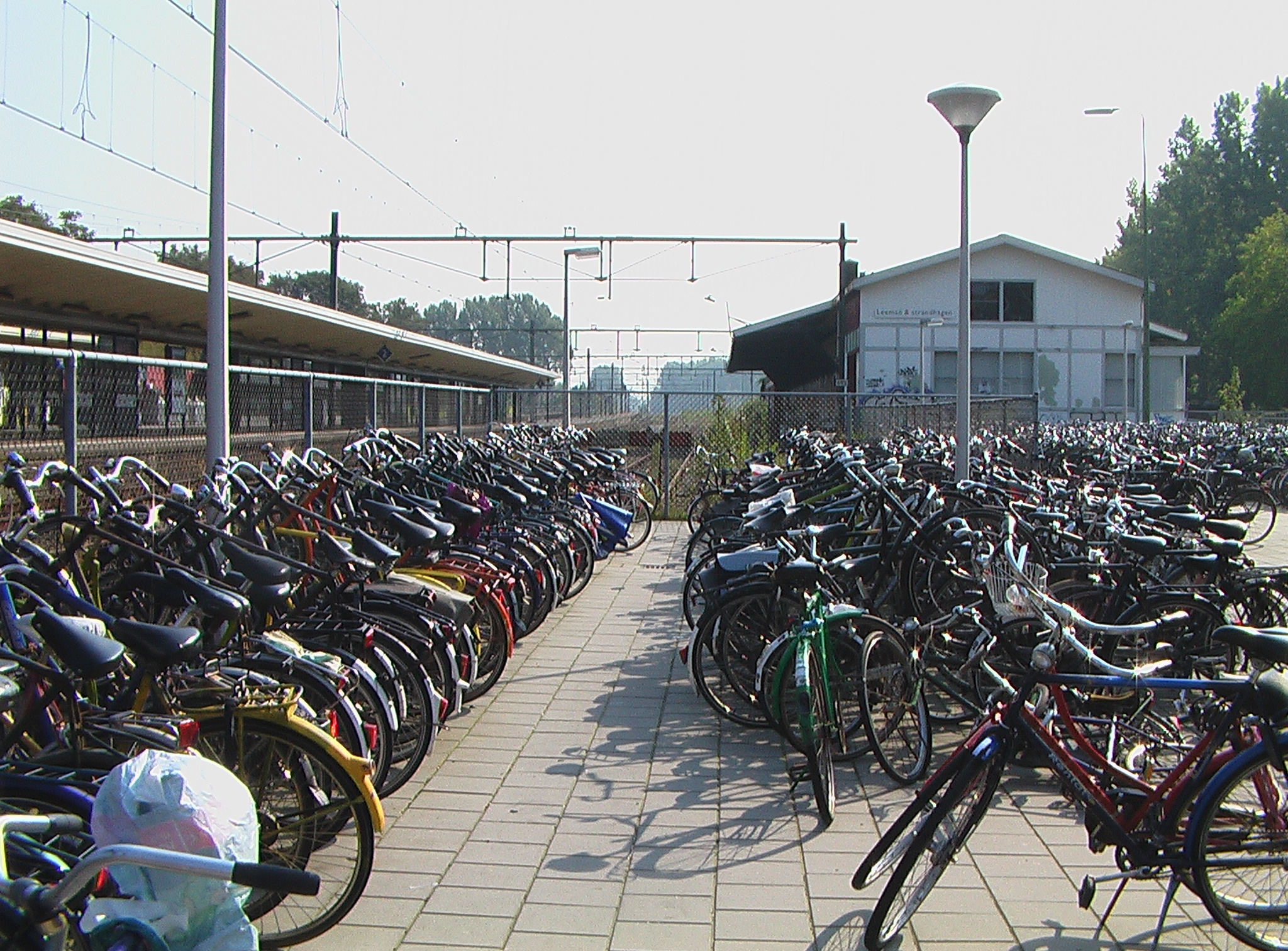
Fietsenstalling achter het station, aan de Coenderstraat (2007)